# Cachalote
Cachalote ou cacharréu (nome científico: Physeter macrocephalus) é o maior cetáceo dentado (odontocetos) e o maior predador com dentes. É o único membro vivo do gênero Physeter e uma das três espécies existentes na superfamília Physeteroidea, juntamente com o cachalote-pigmeu e o cachalote-anão do Kogia. É um mamífero pelágico com distribuição mundial e migra sazonalmente para alimentação e reprodução. As fêmeas e os machos jovens vivem juntos em grupos, enquanto os machos maduros vivem vidas solitárias fora da época de acasalamento. As fêmeas cooperam para proteger e amamentar seus filhotes. As fêmeas dão à luz a cada quatro a vinte anos e cuidam dos bezerros por mais de uma década. Um cachalote maduro tem poucos predadores naturais, embora bezerros e adultos enfraquecidos às vezes sejam mortos por grupos de orcas (Orcinus orca).
Os machos maduros têm em média 16 metros (52 pés) de comprimento, mas alguns podem atingir 20,7 metros (68 pés), com a cabeça representando até um terço do comprimento do animal. Mergulhando a 2 250 metros (7 382 pés), é o terceiro mamífero mergulhador mais profundo, superado apenas pelo elefante-marinho-do-sul (Mirounga leonina) e pela baleia-bicuda-de-cuvier (Ziphius cavirostris). O cachalote usa ecolocalização e vocalização tão alto quanto 230 decibéis (re 1 µPa m) debaixo d'água. Tem o maior cérebro da Terra, mais de cinco vezes mais pesado que o de um humano. Os cachalotes podem viver 70 anos ou mais.
O espermacete (óleo de esperma), do qual deriva seu nome, era um dos principais alvos da indústria baleeira e era procurado para uso em lamparinas, lubrificantes e velas. Âmbar cinza, um resíduo ceroso sólido às vezes presente em seu sistema digestivo, ainda é muito valorizado como fixador em perfumes, entre outros usos. Garimpeiros procuram âmbar cinza como destroços. A caça de cachalotes era uma grande indústria no século XIX, retratada no romance Moby-Dick. A espécie é protegida pela moratória da Comissão Baleeira Internacional e está listada como vulnerável pela União Internacional para a Conservação da Natureza (UICN / IUCN).

## Etimologia e denominação
O termo "cachalote" é de origem ibérica, mais especificamente portuguesa setecentista (cachalote ou cacholote); segundo a Real Academia Espanhola, o termo deriva de cachola, 'cabeça grande'. Os franceses, que utilizaram o termo pela primeira vez em 1628, em Saint-Jean-de-Luz, para descrever o animal tido como "o macho da baleia", pensam que cachalot deriva do gascão cachau / caichal, registrado em Carcassona no sentido de "dentes grandes". O Dicionário Etimológico Corominas diz que a origem da palavra é incerta, mas sugere-se que venha do latim vulgar cappula, plural de cappulum, punho da espada.
Os anglófonos geralmente a chamam de sperm whale, apócope de spermaceti whale ("baleia de espermacete), sendo o espermacete uma substância semilíquida e cerosa encontrada no órgão homônimo que ocupa um grande volume na cabeça do animal e serve como lastro durante os mergulhos. Spermaceti significa "esperma de baleia" em latim, a substância esbranquiçada tendo sido inicialmente confundida com fluido seminal. Outro nome para o animal, em francês antigo, era physétére às vezes derivado de physale, que era um afrancesamento do nome científico do gênero (Physeter). O nome do gênero deriva do termo grego antigo para "soprador", construído a partir de φυσώ (physó) que significa “explodir”. Este termo, agora completamente obsoleto, encontra-se, por exemplo, sob a pena de François Rabelais na grafia Physetère nos capítulos 33 e 34 de seu Le Quart Livre de 1552 onde Pantagruel reaparece. O nome específico macrocephalus também vem do grego, construído a partir de μακρός (makrós) e κεφαλή (képhalế) e significa literalmente “cabeça grande”; sua alternativa, catodon significa “dentes na mandíbula”, do grego κατά (katá) para “abaixo” e ὀδούς (odoús) para “dente".

## Sistemática

### Taxonomia

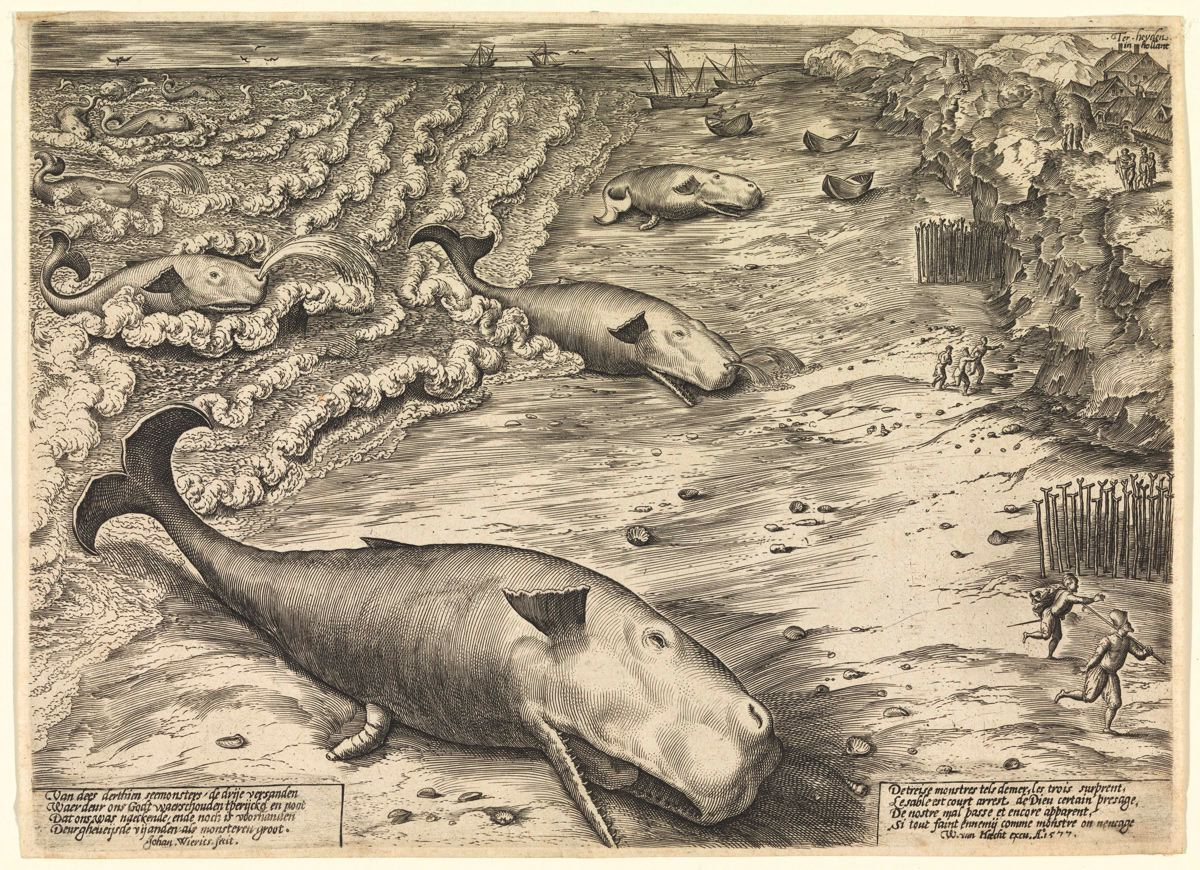
Gravura de 1577 representando cachalotes encalhados. O desenho é bastante grosseiro. Note-se que o autor representou (por engano) duas narinas (ou respiradouros) na extremidade do melão de cada animal, olhos bem colocados e barbatanas dorsais mais salientes que as naturais.

O cachalote pertence à ordem dos cetartiodáctilos (Cetartiodactyla), a ordem que contém todos os cetáceos e ungulados de dedos pares. É um membro do clado não classificado dos cetáceos (Cetacea), com todas as baleias, golfinhos e botos, e ainda classificado em odontocetos (Odontoceti), contendo todas as baleias dentadas e golfinhos. é colocado no gênero Physeter, da família dos fiseterídeos (Physeteridae), ele próprio colocado na superfamília dos fiseteroídeos (Physeteroidea), que agrupa todos os cachalotes. Duas espécies existentes relacionadas do gênero Kogia — a saber, o cachalote-anão (K. sima) e o cachalote-pigmeu (K. breviceps) — às vezes também são colocados nesta família, ou então em sua própria família, a dos cogiídeos (Kogiidae).
O ictiólogo sueco Peter Artedi descreveu a espécie como Physeter catodon em seu trabalho de 1738 Genera piscium, a partir do relato de um espécime encalhado nas Órcadas em 1693 e dois encalhados na Holanda em 1598 e 1601. Carlos Lineu, descritor da espécie em 1758 em sua obra Systema Naturae, descreve quatro espécies do gênero: P. catodon, P. macrocephalus, P. microps e P. tursio. Com base em um estudo de 1836 de Frédéric Cuvier seguido por todos os cetólogos, as quatro espécies foram reduzidas a uma única, mas permaneceu da descrição original uma ambiguidade à nomenclatura das espécies, P. macrocephalus e P catodon, que era usados por Lineu de forma intercambiável. A espécie era inicialmente conhecida como P. catodon, até que Husson e Holthuis em 1974 propuseram como o nome correto era P. macrocephalus, o segundo nome originalmente descrito no gênero Physeter por Lineu junto com P. catodon, com base no fato de que os dois nomes são sinônimos publicados simultaneamente, devendo ser aplicado o princípio do primeiro revisor do CINZ, levando neste caso à escolha de P. macrocephalus, opinião repetida por Holthuis em 1987. A maioria dos autores seguiu esse conclusão, embora Schevill (em 1986 e 1987) argumentou que P. macrocephalus havia sido publicado com uma descrição imprecisa e, portanto, apenas P. catodon poderia ser considerado válido, tornando inaplicável o princípio do "primeiro revisor". A versão mais recente do ITIS alterou seu uso de P. catodon para P. macrocephalus, seguindo L. B. Holthuis e discussões mais recentes (2008) com especialistas relevantes. Além disso, o Comitê de Taxonomia da Sociedade para Mamíferos Marinhos, a maior associação internacional de cientistas de mamíferos marinhos do mundo, usa oficialmente Physeter macrocephalus ao publicar sua lista definitiva de espécies de mamíferos marinhos.
A espécie tem muitos sinônimos, e até tem algumas subespécies descritas, embora agora seja considerada monotípica.
| Espécie | Espécie | Espécie | Subespécies |
| --- | --- | --- | --- |
| - Physeter catodon (Lineu, 1758) - Physeter microps (Lineu, 1758) - Physeter tursio (Lineu, 1758) - Physeter andersonii (Borowski, 1780) - Physeter novaeangliae (Borowski, 1780) - Phiseter cylindricus (Bonnaterre, 1789) - Phiseter mular (Bonnaterre, 1789) | - Phiseter trumpo (Bonnaterre, 1789) - Physeter microps rectidentatus (Kerr, 1792) - Physeter maximus (Cuvier, 1798) - Catodon macrocephalus (Lacépède, 1804) - Physalus cylindricus (Lacépède, 1804) - Physeter orthodon (Lacépède, 1804) - Physeterus sulcatus (Lacépède, 1818) - Physeter australasiensis (Desmoulins, 1822) | - Tursio vulgaris (Fleming, 1822) - Delphinus bayeri (Risso, 1826) - Cetus cylindricus (Billberg, 1828) - Physeter australis (Gray, 1846) - Catodon colneti (Gray, 1850) - Catodon australis (Wall, 1851) - Catodon (Meganeuron) krefftii (Gray, 1865) | - Physeter macrocephalus albicans (Kerr, 1792), sinônimo de Delphinapterus leucas ((Pallas, 1776)) - Physeter macrocephalus cinereus (Kerr, 1792), nomen dubium - Physeter macrocephalus niger (Kerr, 1792), nomen dubium |

### História evolutiva

#### Fósseis

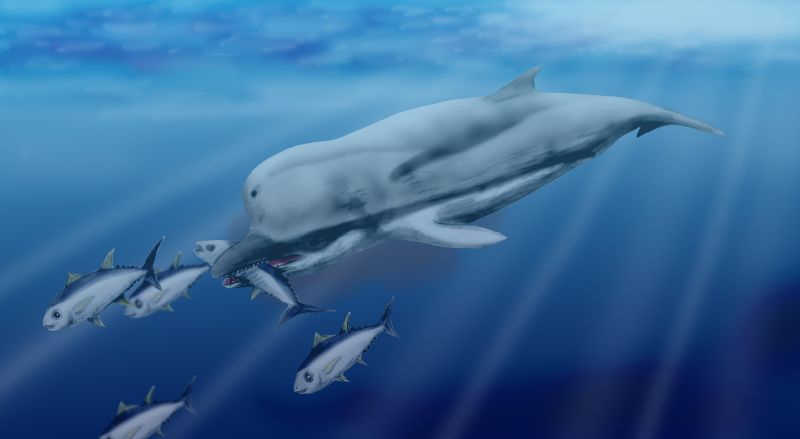
Ilustração do Zygophyseter caçando

Embora os dados fósseis sejam pobres, vários gêneros extintos foram atribuídos à superfamília perfeitamente monofilética dos fiseteroídeos, que inclui o último ancestral comum do cachalote moderno, do cachalote-pigmeu e do cachalote-anão, e todos os descendentes desse ancestral. Ferecetotherium, encontrado no Azerbaijão e datado do Oligoceno (cerca de 28 a 23 milhões de anos atrás), é o fóssil mais primitivo encontrado que possui características específicas do esperma, como um rostro assimétrico. A maioria dos cachalotes fósseis datam do período Mioceno, de 23 a 5 milhões de anos atrás. Diaphorocetus, da Argentina, foi datado do Mioceno Inferior. Fósseis do Mioceno Médio incluem Aulophyseter, Idiorophus e Orycterocetus, todos encontrados na costa oeste dos Estados Unidos, Livyatan melvillei encontrado em 2010 mais ao sul no Peru, e Scaldicetus que foi encontrado na Europa e Japão Fósseis de Orycterocetus também foram encontrados no Oceano Atlântico Norte e no Mar Mediterrâneo, além da costa oeste dos Estados Unidos. Placoziphius, encontrado na Europa, e Acrophyseter no Peru, são datados do final do Mioceno.

Os fósseis de cachalote diferem do cachalote moderno em particular pelo número de dentes, bem como pela forma do rosto e da mandíbula. Por exemplo, Scaldicetus tem um rostro afilado. Os gêneros do Oligoceno e início do Mioceno Médio, com a possível exceção de Aulophyseter, tinham dentes na mandíbula superior. Acrophyseter, do final do Mioceno, também tinha dentes nas mandíbulas superior e inferior e um focinho curto com uma mandíbula inferior curvada para cima (mandíbula). Essas diferenças anatômicas sugerem que as espécies fósseis não eram necessariamente caçadoras de águas profundas, como o cachalote moderno, mas que alguns gêneros comiam principalmente peixes. Zygophyseter, vivendo no meio ao final do Mioceno, tinha dentes em ambas as mandíbulas e parece ter sido adaptado para se alimentar de grandes presas, bem como a orca moderna.

#### Filogenia
A teoria mais aceita afirma que os misticetos (baleias de barbatanas) e odontocetos (baleias dentadas) derivam de baleias primitivas do início do Oligoceno, e que a superfamília dos fisteroídeos divergiu de outras baleias dentadas pouco depois, há mais de 23 milhões de anos. Realizadas entre 1993 e 1996, análises moleculares filogenéticas sugeriram que os cachalotes estão mais relacionados com as baleias de barbatanas do que com outras baleias dentadas, o que significaria que a subordem dos odontocetos não era monofilética, ou seja, não era um grupo de espécies que compreendem uma baleia dentada ancestral e todos os seus descendentes. No entanto, estudos subsequentes de anatomia comparada e filogenia molecular usando um conjunto maior de caracteres morfológicos e marcadores moleculares contestaram esses resultados por motivos técnicos (enraizamento de árvores e alinhamentos usados) e concluíram que os odontocetos eram monofiléticos.

## Descrição

### Aparência externa
|               | Comprimento | massa        |
| Macho         | 16 metros   | 41 toneladas |
| Fêmea         | 11 metros   | 14 toneladas |
| Recém-nascido | 4 metros    | uma tonelada |

Comparação de um adulto macho e fêmea com um mergulhador

Com alguns machos adultos medindo até 20,5 metros de comprimento e pesando 80 toneladas (79 toneladas longas; 88 toneladas curtas), o cachalote é a maior das baleias dentadas. A título de comparação, as segundas maiores baleias dentadas, a Berardius, medem 12,8 metros para uma massa de até "apenas" 15 toneladas. O dimorfismo sexual na espécie é um dos mais marcantes entre todos os cetáceos. Ao nascer, os representantes de ambos os sexos têm aproximadamente o mesmo tamanho, mas os machos adultos são geralmente 30% a 50% mais longos e até três vezes mais pesados. De fato, as fêmeas pesam em média 14 toneladas por 11 metros de comprimento, enquanto os machos também pesam, em média, 41 toneladas por 16 metros de comprimento. Cachalotes recém-nascidos geralmente têm entre 3,7 e 4,3 metros (12 a 14 pés) de comprimento. Os cachalotes fêmeas são fisicamente maduras em cerca de 10,6 a 11 metros (35 a 36 pés) de comprimento e geralmente não crescem muito mais do que cerca de 12 metros (39 pés). Cachalotes machos são fisicamente maduros em cerca de 16 metros (52 pés) de comprimento e geralmente atingindo um máximo de cerca de 18 a 19 metros (59 a 62 pés).
Há relatos antigos de cachalotes se aproximando, atingindo ou excedendo 80 pés (24 metros) de comprimento, mas há discordância quanto à precisão dessas alegações que são frequentemente consideradas exageros ou medidas ao longo das curvas do corpo. O espécime que se diz ter afundado o Essex (um dos incidentes por trás da lenda de Moby Dick) foi descrito como tendo 26 metros de comprimento. O Museu da Baleia de Nantucket possui uma mandíbula de 5,5 metros de comprimento, de um indivíduo medindo, por extrapolação, 24 metros de comprimento. Um maxilar de 5 metros (16 pés) de comprimento é mantido no Museu de História Natural Britânico e um maxilar de 4,7 metros (15 pés) de comprimento é mantido no Museu de História Natural da Universidade de Oxford. Em 1853, foi relatado um cachalote de 62 pés (19 metros) de comprimento com uma cabeça medindo 20 pés (6,1 metros).

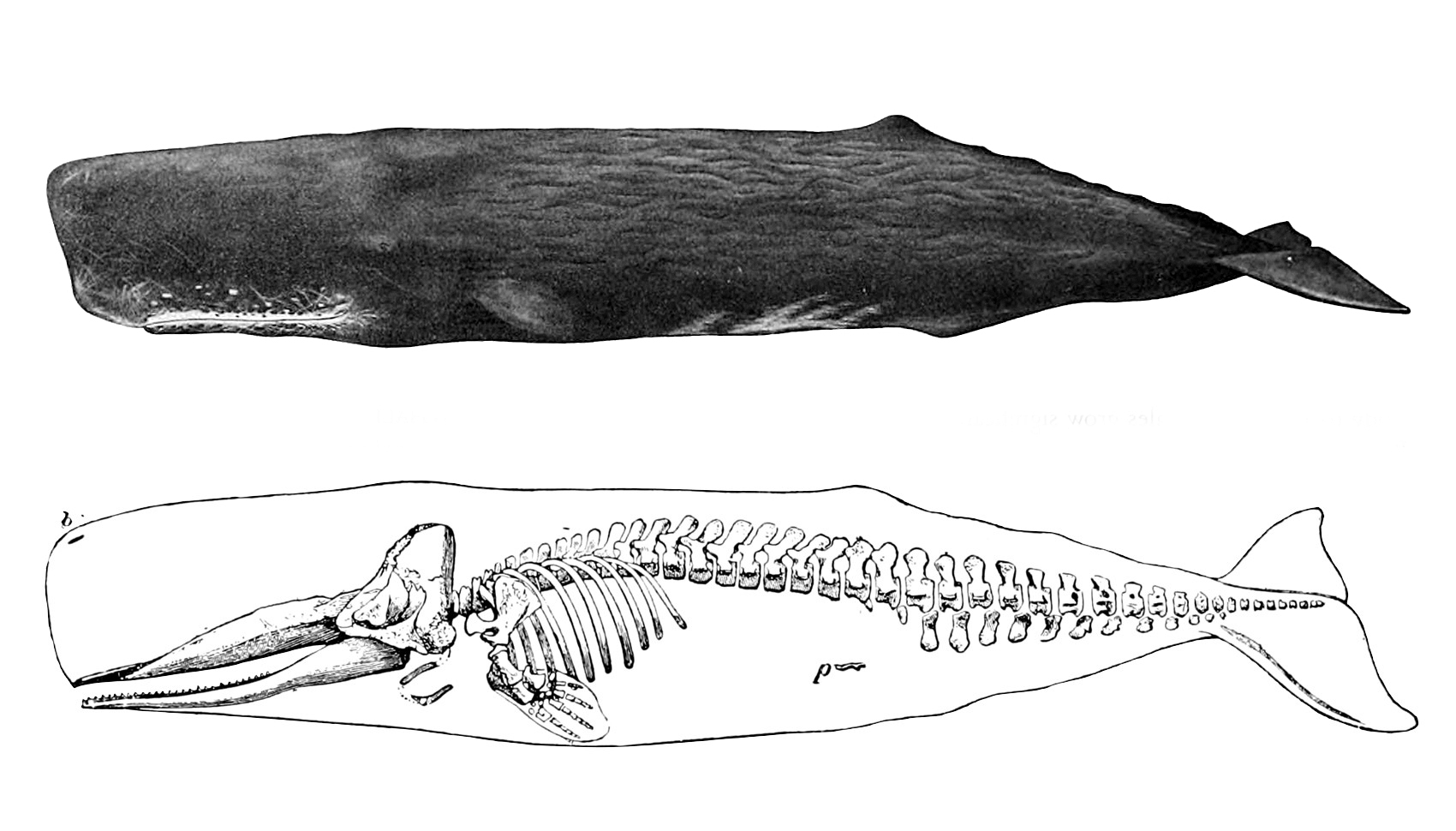
Desenho de espécime com seu esqueleto

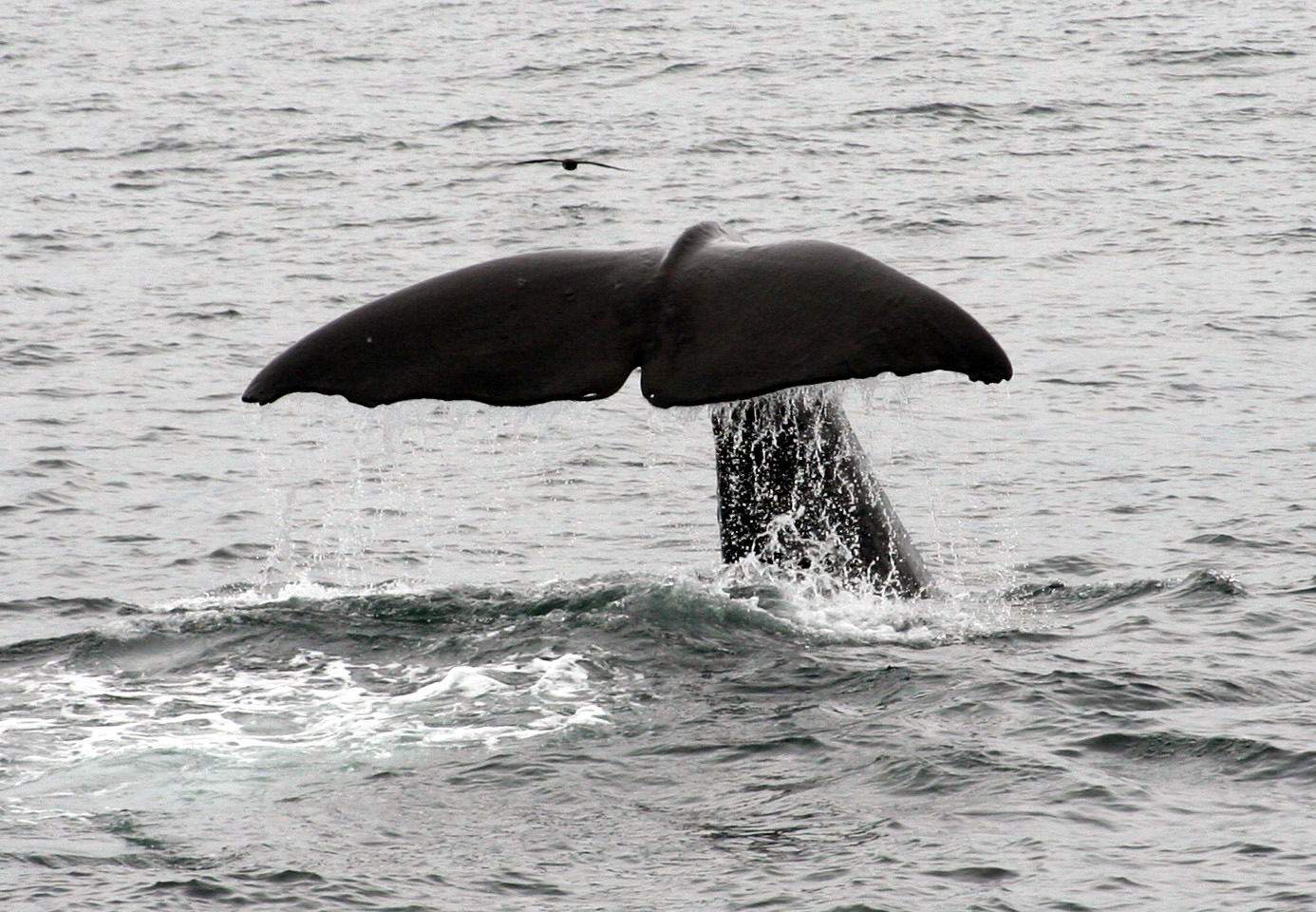
A cauda verticalmente durante a "sonda" de um cachalote em Kaikoura (Nova Zelândia)

O maior animal pesado por inteiro era um cachalote que media 18 metros (59 pés) de comprimento e pesava 53 toneladas (52 toneladas longas; 58 toneladas curtas). O maior cachalote pesava aos poucos tinha 18,1 metros (59 pés) de comprimento e pesava 57 toneladas (56 toneladas longas; 63 toneladas curtas). Um indivíduo medindo 20,7 metros (68 pés) foi relatado por uma frota baleeira soviética perto das ilhas Curilas em 1950 e é citado por alguns autores como o maior medido com precisão. Estima-se que pesava 80 toneladas (79 toneladas longas; 88 toneladas curtas). Em uma revisão da variação de tamanho na megafauna marinha, McClain e colegas observaram que o maior macho registrado pela Comissão Baleeira Internacional tinha 24 metros (79 pés) em 1933, que apoiaram como o maior. No entanto, tamanhos como esses são raros, com 95% dos cachalotes registrados abaixo de 15,85 metros (52,0 pés). A caça extensiva de baleias pode ter diminuído seu tamanho, pois os machos eram muito procurados, principalmente após a Segunda Guerra Mundial. Hoje, os machos geralmente não excedem 18,3 metros (60 pés) de comprimento ou 51 toneladas (50 toneladas longas; 56 toneladas curtas) de peso. Outra visão sustenta que a exploração por sobrepeso praticamente não teve efeito sobre o tamanho dos cachalotes, e seu tamanho pode ter aumentado nos tempos atuais com base nos efeitos dependentes da densidade. Velhos machos capturados nas ilhas Solander foram registrados como extremamente grandes e extraordinariamente ricos em gordura.
É improvável que o corpo único do cachalote seja confundido com qualquer outra espécie. A forma distinta do cachalote vem de sua cabeça muito grande em forma de bloco, que pode ter de um quarto a um terço do comprimento do animal. O espiráculo em forma de S está localizado muito perto da frente da cabeça e deslocado para a esquerda da baleia. Os lóbulos da cauda do cachalote são triangulares e muito grossos. Proporcionalmente, são maiores do que qualquer outro cetáceo e são muito flexíveis. A baleia levanta suas barbatanas para fora da água quando começa um mergulho de alimentação. Tem uma série de cumes no terço caudal das costas em vez de uma barbatana dorsal. A maior crista foi chamada de 'corcunda' pelos baleeiros, e pode ser confundida com uma barbatana dorsal devido à sua forma e tamanho. Em contraste com a pele lisa da maioria das baleias grandes, sua pele traseira é geralmente enrugada e tem sido comparada a uma ameixa seca por entusiastas da observação de baleias. Albinos foram relatados.

### Esqueleto

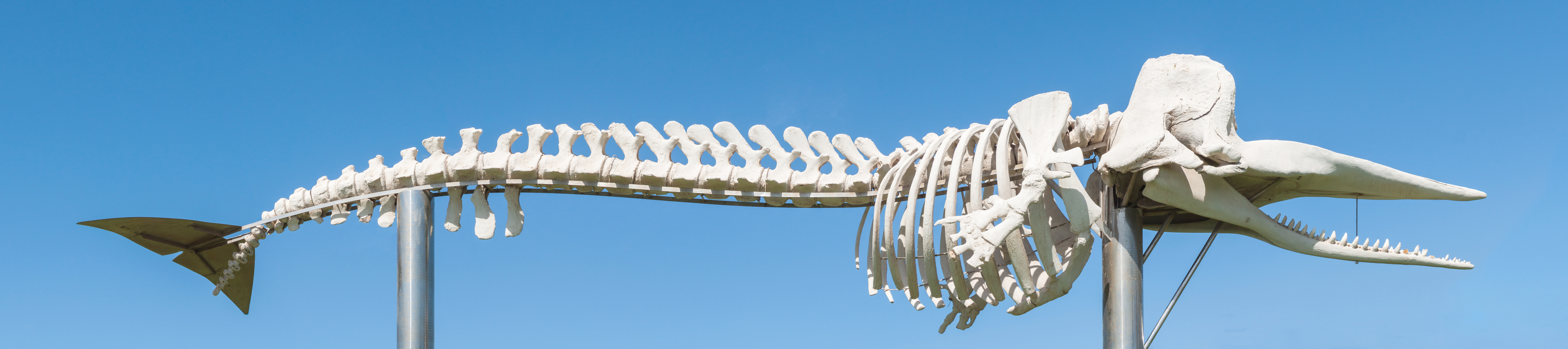
Esqueleto completo exposto em Morro Jable, Forteventura, Canárias

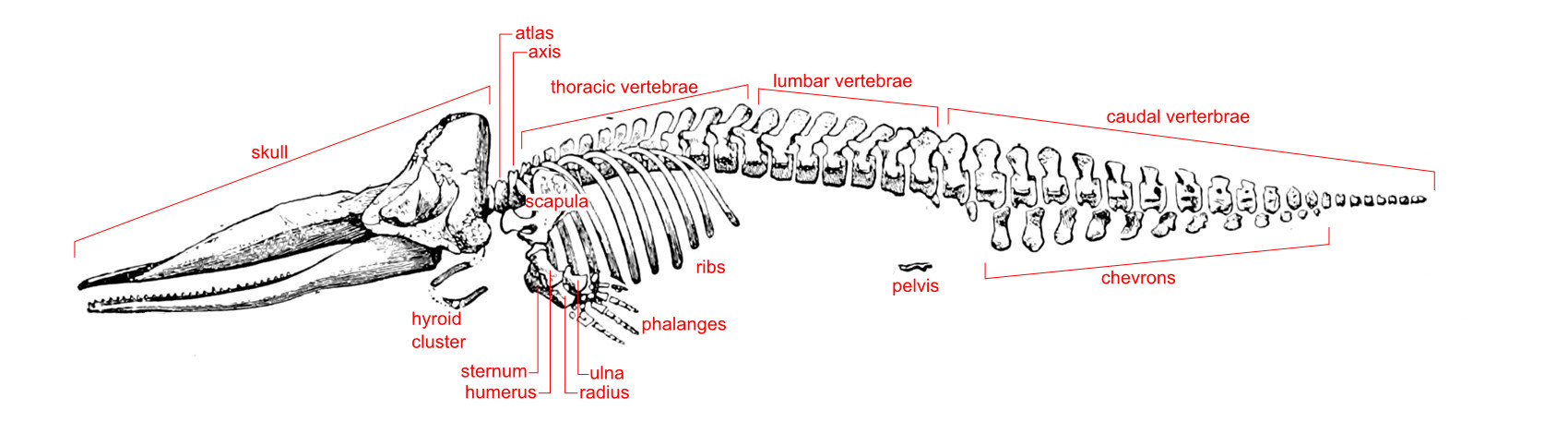
Desenho do esqueleto com legendas dos principais grupos ósseos

As costelas são ligadas à coluna por cartilagem flexível, o que permite que a caixa torácica colapse em vez de se romper sob alta pressão. Enquanto os cachalotes estão bem adaptados ao mergulho, mergulhos repetidos em grandes profundidades têm efeitos a longo prazo. Ossos mostram a mesma corrosão que sinaliza a doença descompressiva em humanos. Esqueletos mais velhos mostraram as mais extensas perfurações, enquanto os bezerros não apresentaram danos. Esse dano pode indicar que os cachalotes são suscetíveis à doença descompressiva, e o aparecimento súbito pode ser letal para eles. Como a de todos os cetáceos, a espinha do cachalote tem articulações zigapofisárias reduzidas, das quais os remanescentes são modificados e se posicionam mais acima no processo espinhoso dorsal vertebral, abraçando-o lateralmente, para evitar flexão lateral extensa e facilitar mais flexão dorso-ventral. Essas modificações evolutivas tornam a coluna mais flexível, porém mais fraca do que as dos vertebrados terrestres. Como o de outras baleias dentadas, o crânio do cachalote é assimétrico para ajudar na ecolocalização. As ondas sonoras que atingem a baleia de diferentes direções não serão canalizadas da mesma maneira.

### Mandíbula e dentes

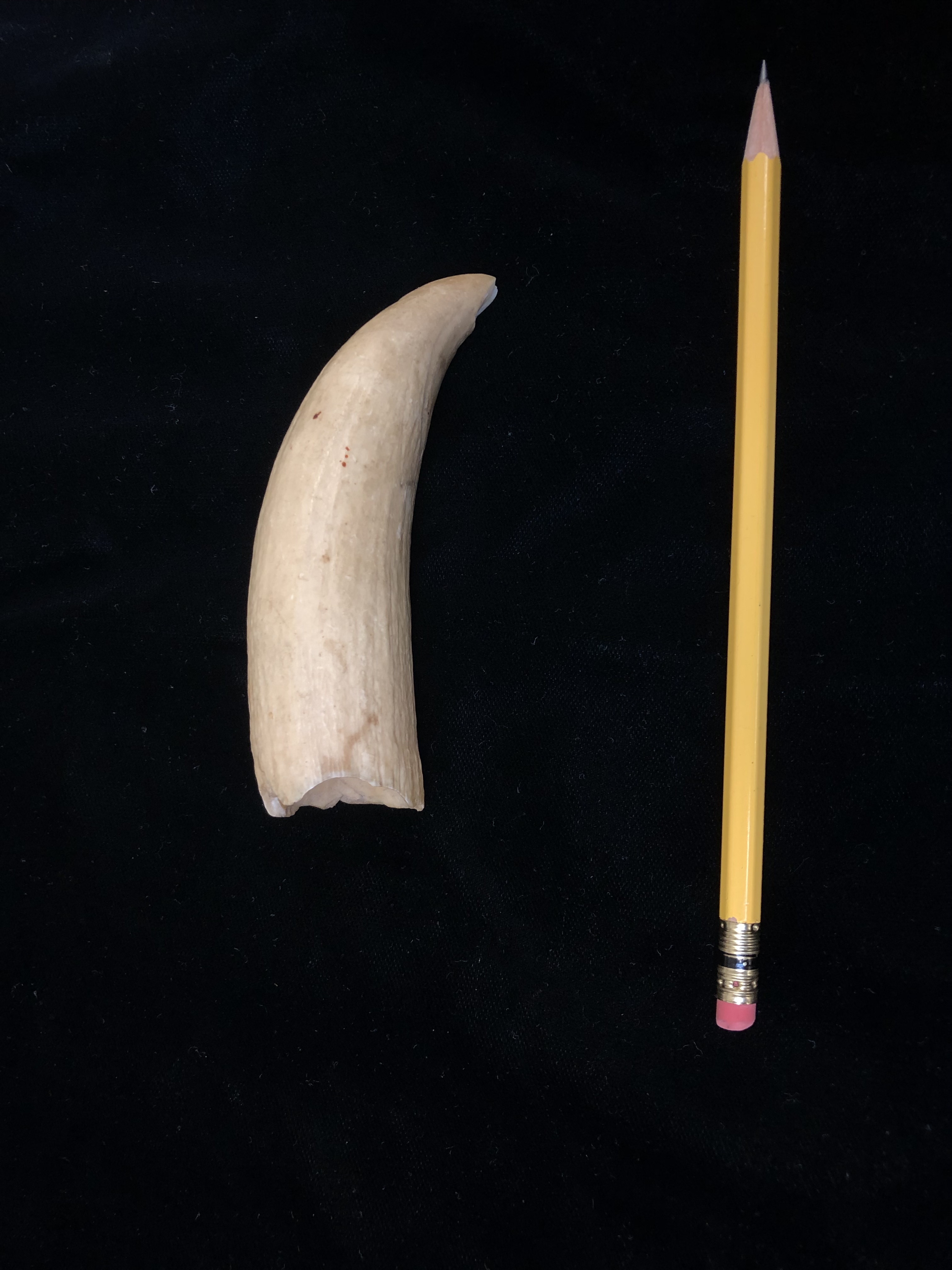
Dente de cachalote comparado a um lápis

A mandíbula inferior do cachalote é muito estreita e suspensa. O cachalote tem de 18 a 26 dentes em cada lado de sua mandíbula inferior que se encaixam em cavidades na mandíbula superior. Os dentes são em forma de cone e pesam até 1 quilograma (2,2 libras) cada. Os dentes são funcionais, mas não parecem ser necessários para capturar ou comer lulas, já que animais bem alimentados foram encontrados sem dentes ou mesmo com mandíbulas deformadas. Uma hipótese é que os dentes sejam usados na agressão entre machos. Os machos maduros geralmente apresentam cicatrizes que parecem ser causadas pelos dentes. Dentes rudimentares também estão presentes no maxilar superior, mas raramente emergem na boca. Analisar os dentes é o método preferido para determinar a idade de uma baleia. Como os anéis de envelhecimento em uma árvore, os dentes constroem camadas distintas de cemento e dentina à medida que crescem.

### Cérebro
O cérebro do cachalote é o maior conhecido de qualquer animal moderno ou extinto, pesando em média cerca de 7,8 quilos (17 libras) (com o menor conhecido pesando 6,4 quilos (14 libras) e o maior conhecido pesando 9,2 quilos (20 libras), mais de cinco vezes mais pesado que o de um humano e tem um volume de cerca de 8 mil centímetros cúbicos. Embora cérebros maiores geralmente se correlacionem com inteligência superior, não é o único fator. Elefantes e golfinhos também têm cérebros maiores que os humanos. O cachalote tem um quociente de encefalização mais baixo do que muitas outras espécies de baleias e golfinhos, menor do que os macacos antropoides não humanos e muito menor do que os humanos. O cérebro do cachalote é o maior de todos os mamíferos, tanto em termos absolutos quanto relativos. O sistema olfativo é reduzido, sugerindo que o cachalote tem um mau sentido de paladar e olfato. Em contraste, o sistema auditivo é ampliado. O trato piramidal é pouco desenvolvido, refletindo a redução de seus membros.

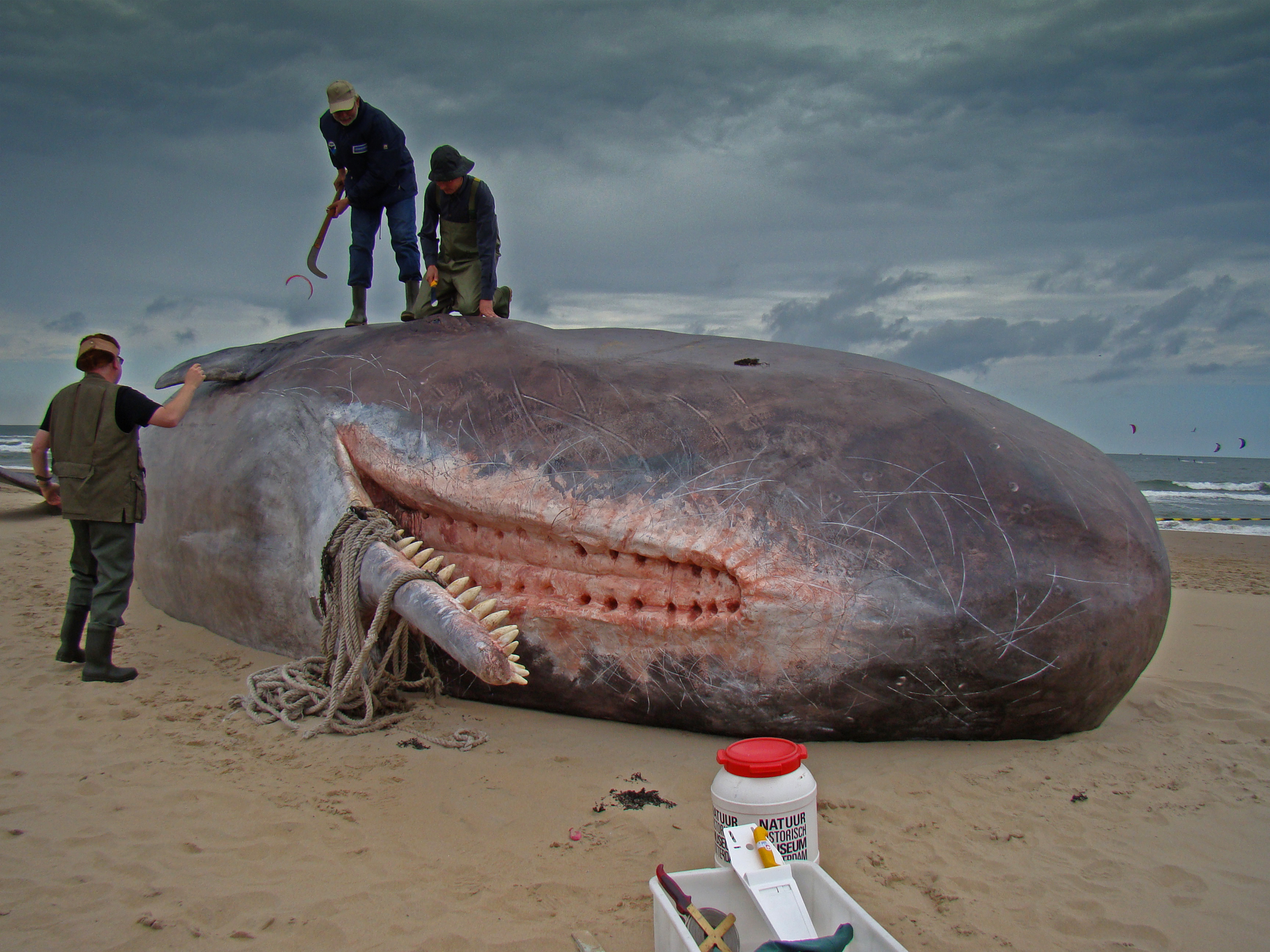
A mandíbula inferior é longa e estreita; os dentes se encaixam em cavidades ao longo da mandíbula superior

### Sistema biológico
O sistema respiratório do cachalote se adaptou para lidar com mudanças drásticas de pressão durante o mergulho. A caixa torácica flexível permite o colapso pulmonar, reduzindo a ingestão de nitrogênio, e o metabolismo pode diminuir para conservar o oxigênio. Entre os mergulhos, o cachalote emerge para respirar por cerca de oito minutos antes de mergulhar novamente. Odontocetos respiram ar na superfície através de um único espiráculo em forma de S, que é extremamente inclinado à esquerda. Os cachalotes jorram (respiram) 3 a 5 vezes por minuto em repouso, aumentando para 6 a 7 vezes por minuto após um mergulho. O sopro é um fluxo único e barulhento que sobe até 2 metros (6,6 pés) ou mais acima da superfície e aponta para frente e à esquerda em um ângulo de 45°. Em média, as fêmeas e os juvenis sopram a cada 12,5 segundos antes dos mergulhos, enquanto os machos grandes sopram a cada 17,5 segundos antes dos mergulhos. Um cachalote morto 160 quilômetros (100 milhas) ao sul de Durbã, África do Sul, após um mergulho de 1 hora e 50 minutos foi encontrado com dois cações (Scymnodon sp.), geralmente encontrados no fundo do mar, em sua barriga.

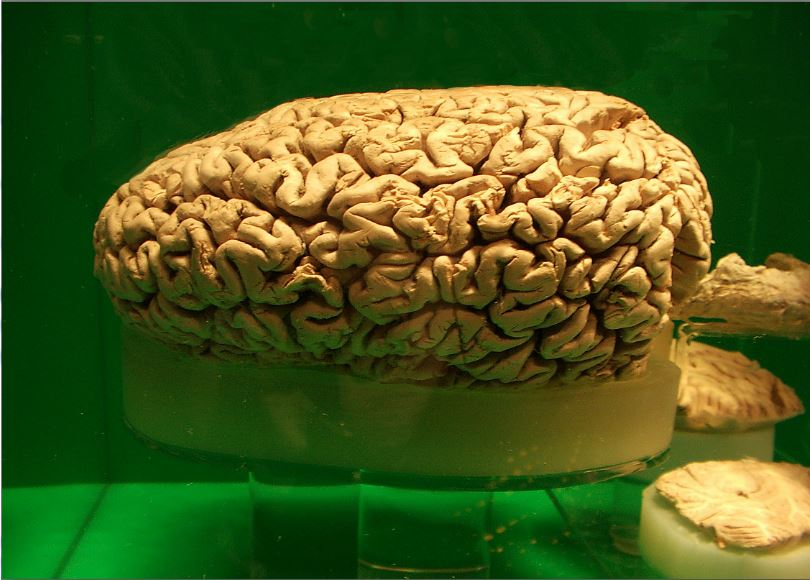
O cérebro do cachalote é o maior do mundo, cinco vezes mais pesado que o de um humano

Sistema circulatório de um feto

O cachalote tem o sistema intestinal mais longo do mundo, excedendo 300 metros em espécimes maiores. Semelhante aos ruminantes, o cachalote tem um estômago de quatro câmaras. A primeira não secreta sucos gástricos e tem paredes musculares muito grossas para esmagar o alimento (já que as baleias não podem mastigar) e resistir aos ataques de garras e ventosas da lula engolida. A segunda câmara é maior e é onde ocorre a digestão. Bicos de lula não digeridos se acumulam na segunda câmara – até 18 mil foram encontrados em alguns espécimes dissecados. A maioria dos bicos de lula são vomitados pela baleia, mas alguns ocasionalmente chegam ao intestino posterior. Esses bicos precipitam a formação de âmbar cinza.
Em 1959, o coração de um macho de 22 toneladas métricas (24 toneladas curtas) capturado por baleeiros foi medido em 116 quilos (256 libras), cerca de 0,5% de sua massa total. O sistema circulatório possui uma série de adaptações específicas ao ambiente aquático. O diâmetro do arco aórtico aumenta à medida que sai do coração. Essa expansão bulbosa atua como um windkessel, garantindo um fluxo sanguíneo constante à medida que a frequência cardíaca diminui durante o mergulho. As artérias que saem do arco aórtico estão posicionadas simetricamente. Não há artéria costocervical. Não há conexão direta entre a artéria carótida interna e os vasos do cérebro. Seu sistema circulatório se adaptou para mergulhar em grandes profundidades, até 2 250 metros (7 382 pés) por até 120 minutos. Os mergulhos mais típicos têm cerca de 400 metros (1 310 pés) e 35 minutos de duração. A mioglobina, que armazena oxigênio no tecido muscular, é muito mais abundante do que em animais terrestres. O sangue tem uma alta densidade de glóbulos vermelhos, que contêm hemoglobina transportadora de oxigênio. O sangue oxigenado pode ser direcionado apenas ao cérebro e outros órgãos essenciais quando os níveis de oxigênio se esgotam. O órgão de espermacete também pode desempenhar um papel no ajuste da flutuabilidade (veja abaixo). As retia mirabilia arteriais são extraordinariamente bem desenvolvidas. Os complexos retia mirabilia arteriais do cachalote são mais extensos e maiores do que os de qualquer outro cetáceo.

### Sentidos

#### Órgão do espermacete e melão

Anatomia da cabeça do cachalote; os órgãos acima da mandíbula são dedicados à geração de som

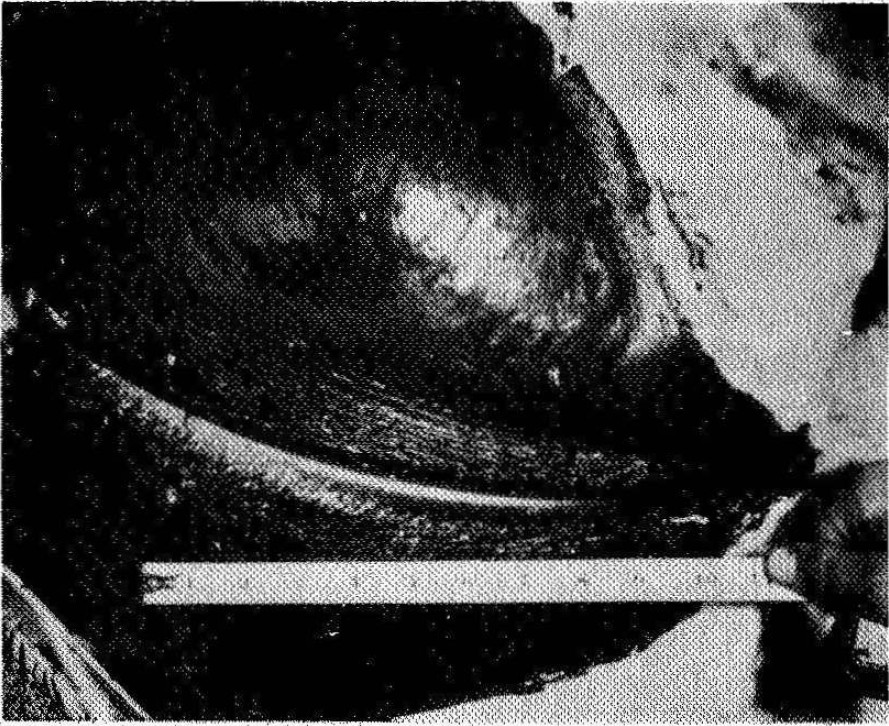
Lábios fônicos

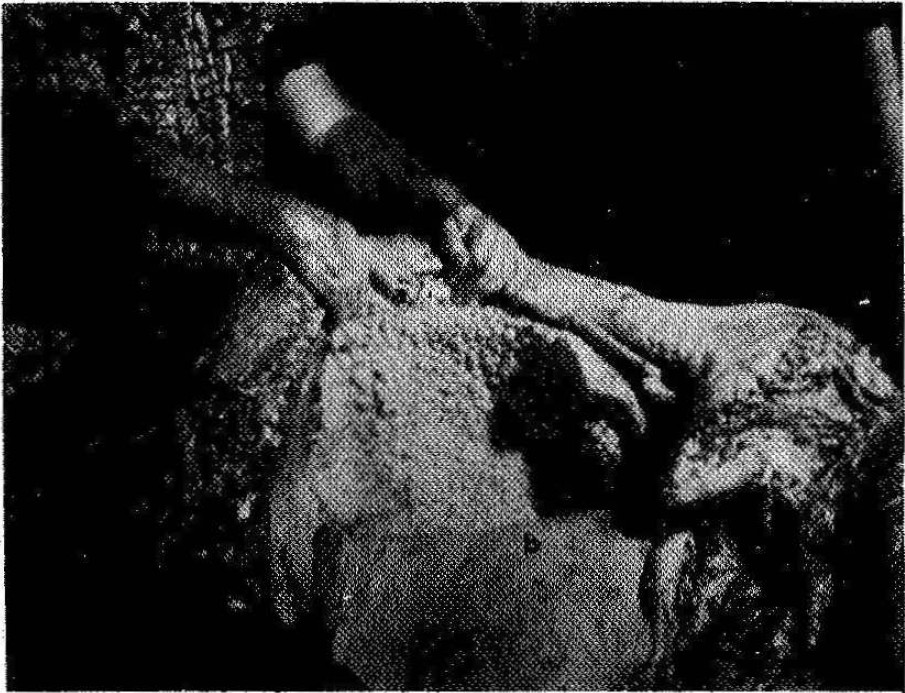
O saco frontal, exposto; Sua superfície é coberta com protuberâncias cheias de fluido

No topo do crânio da baleia está posicionado um grande complexo de órgãos preenchidos com uma mistura líquida de gorduras e ceras chamada espermacete. O objetivo deste complexo é gerar sons de clique poderosos e focados, cuja existência foi comprovada por Valentine Worthington e William Schevill quando uma gravação foi produzida em um navio de pesquisa em maio de 1959. O cachalote usa esses sons para ecolocalização e comunicação. O órgão do espermacete é como um grande barril de espermacete. Sua parede circundante, conhecida como case, é extremamente resistente e fibrosa. O estojo pode conter até 1 900 litros de espermacete. É proporcionalmente maior nos machos. Este óleo é uma mistura de triglicerídeos e ésteres de cera. A proporção de ésteres de cera no órgão do espermacete aumenta com a idade da baleia: 38–51% em bezerros, 58–87% em fêmeas adultas e 71–94% em machos adultos. O espermacete no centro do órgão tem um teor de cera mais alto do que as áreas externas. A velocidade do som no espermacete é de 2 684 m/s (a 40 kHz, 36 °C), tornando-o quase duas vezes mais rápido que no óleo do melão de um golfinho.
Abaixo do órgão do espermacete encontra-se o "lixo" que consiste em compartimentos de espermacete separados por cartilagem. É análogo ao melão encontrado em outras baleias dentadas. A estrutura do lixo redistribui o estresse físico pelo crânio e pode ter evoluído para proteger a cabeça durante o golpe. Passando pela cabeça há duas passagens de ar. A passagem esquerda corre ao longo do órgão espermacete e vai diretamente para o espiráculo, enquanto a passagem direita corre por baixo do órgão espermacete e passa o ar através de um par de lábios fônicos e para o saco distal na frente do nariz. O saco distal é conectado ao espiráculo e ao término da passagem esquerda. Quando a baleia está submersa, pode fechar o espiráculo e o ar que passa pelos lábios fônicos pode circular de volta aos pulmões. O cachalote, ao contrário de outros odontocetos, tem apenas um par de lábios fônicos, enquanto todas as outras baleias dentadas têm dois. Na extremidade posterior deste complexo de espermacete está o saco frontal, que cobre a superfície côncava do crânio. A parede posterior do saco frontal é coberta por protuberâncias cheias de líquido, com cerca de 4 a 13 milímetros de diâmetro e separadas por sulcos estreitos. A parede anterior é lisa. A superfície nodosa reflete as ondas sonoras que vêm através do órgão do espermacete dos lábios fônicos. As ranhuras entre as protuberâncias prendem uma película de ar que é consistente qualquer que seja a orientação ou profundidade da baleia, tornando-a um excelente espelho de som.
Os órgãos do espermacete também podem ajudar a ajustar a flutuabilidade da baleia. Supõe-se que antes da baleia mergulhar, a água fria entra no órgão e é provável que os vasos sanguíneos se contraiam, reduzindo o fluxo sanguíneo e, portanto, a temperatura. A cera solidifica e reduz de volume. Durante a caça, o consumo de oxigênio, juntamente com a dilatação dos vasos sanguíneos, produz calor e derrete o espermacete, aumentando sua flutuabilidade e facilitando a submersão. No entanto, trabalhos mais recentes encontraram muitos problemas com essa teoria, incluindo a falta de estruturas anatômicas à troca de calor real. A história fictícia de Herman Melville, Moby-Dick, sugere que a "caixa" contendo o espermacete serve como um aríete para uso em brigas entre machos. Alguns exemplos famosos incluem o bem documentado naufrágio dos navios Essex e Ann Alexander por atacantes estimados em apenas um quinto do peso dos navios.

#### Olhos e visão

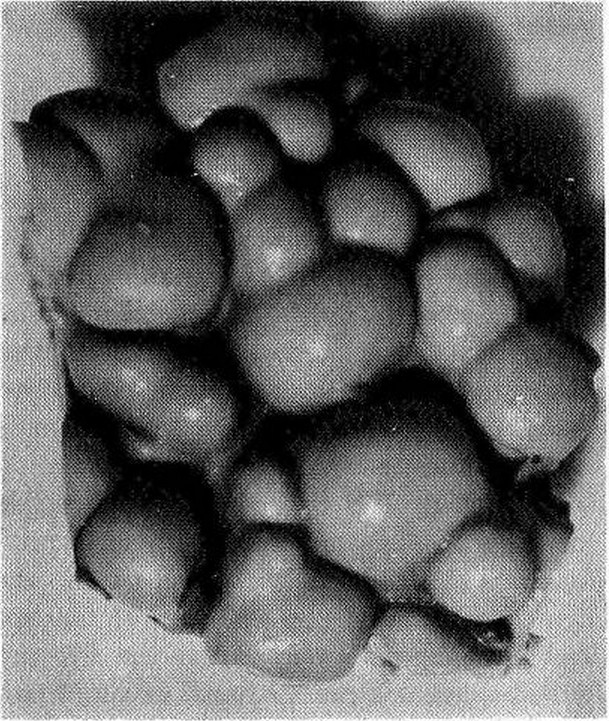
Um pedaço da parede posterior do saco frontal

O olho do cachalote não difere muito dos de outras baleias dentadas, exceto em tamanho. É a maior entre as baleias dentadas, pesando cerca de 170 gramas. É de forma geral elipsoide, comprimido ao longo do eixo visual, medindo cerca de 7×7×3 centímetros. A córnea é elíptica e o cristalino é esférico. A esclera é muito dura e espessa, cerca de 1 centímetro anteriormente e 3 centímetros posteriormente. Não há músculos ciliares. A coroide é muito espessa e contém um tapetum lucidum fibroso. Como outras baleias dentadas, o cachalote pode retrair e projetar seus olhos, graças a um músculo retrator de 2 centímetros de espessura preso ao redor do olho no equador, mas é incapaz de rolar os olhos em suas órbitas. De acordo com Fristrup e Harbison (2002),[117] os olhos do cachalote proporcionam boa visão e sensibilidade à luz. Eles conjecturaram que os cachalotes usam a visão para caçar lulas, detectando silhuetas de baixo ou detectando bioluminescência.

#### Sono
Há algum tempo, os pesquisadores estão cientes de que os cachalotes podem dormir por curtos períodos, assumindo uma posição vertical com a cabeça logo abaixo ou na superfície, ou de cabeça para baixo. Um estudo de 2008 publicado na Current Biology registrou evidências de que as baleias podem dormir com os dois lados do cérebro. Parece que algumas baleias podem cair em um sono profundo por cerca de 7% do tempo, na maioria das vezes entre as 18h e meia-noite.

#### Genética
Os cachalotes têm 21 pares de cromossomos (2n=42). O genoma de baleias vivas pode ser examinado recuperando a pele perdida.

## Complexo de vocalização
Após a descoberta de Valentine Worthington e William Schevill confirmarem a existência de vocalização de baleias, outros estudos realizados descobriram que os cachalotes são capazes de emitir sons a um volume de 230 decibéis – mais do que um motor a jato de avião na decolagem – que o torna o animal mais barulhento do mundo. A vocalização do cachalote é um comportamento aprendido que é específico do clã.

### Mecanismo
Ao ecolocalizar, o cachalote emite um feixe de cliques de banda larga focado direcionalmente. Os cliques são gerados forçando o ar através de um par de lábios fônicos (também conhecidos como "lábios de macaco" ou museau de singe) na extremidade frontal do nariz, logo abaixo do espiráculo. O som então viaja para trás ao longo do comprimento do nariz através do órgão do espermacete. A maior parte da energia sonora é então refletida do saco frontal no crânio e no melão, cuja estrutura semelhante a uma lente a focaliza. Parte do som será refletido de volta para o órgão do espermacete e de volta à frente do nariz da baleia, onde será refletido através do órgão do espermacete pela terceira vez. Essa reflexão para frente e para trás que acontece na escala de alguns milissegundos cria uma estrutura de cliques de vários pulsos. Essa estrutura de cliques de múltiplos pulsos permite que os pesquisadores meçam o órgão do espermacete da baleia usando apenas o som de seus cliques.
Como o intervalo entre os pulsos do clique de um cachalote está relacionado ao comprimento do órgão produtor de som, o clique de uma baleia é exclusivo para esse indivíduo. No entanto, se a baleia amadurece e o tamanho do órgão do espermacete aumenta, o tom do clique da baleia também muda. A mandíbula inferior é o caminho de recepção primária para os ecos. Um canal contínuo cheio de gordura transmite os sons recebidos ao ouvido interno. A fonte do ar forçado através dos lábios fônicos é a passagem nasal direita. Enquanto a passagem nasal esquerda se abre para o orifício de respiração, a passagem nasal direita evoluiu para fornecer ar aos lábios fônicos. Acredita-se que as narinas do ancestral terrestre do cachalote migraram através da evolução para suas funções atuais, a narina esquerda tornando-se o espiráculo e a narina direita tornando-se os lábios fônicos. O ar que passa pelos lábios fônicos passa para o saco distal, depois desce pela passagem nasal esquerda. Essa reciclagem do ar permite que a baleia gere continuamente cliques enquanto estiver submersa.

### Tipos de vocalização
Um rangido é uma série rápida de cliques de alta frequência que soam um pouco como uma dobradiça de porta rangendo. Geralmente é usado ao se aproximar de uma presa. Cliques lentos são ouvidos apenas na presença de machos (não é certo se as fêmeas ocasionalmente os fazem). Os machos fazem muitos cliques lentos em áreas de reprodução (74% do tempo), tanto perto da superfície quanto em profundidade, o que sugere que são principalmente sinais de acasalamento. Fora dos criadouros, cliques lentos raramente são ouvidos e geralmente perto da superfície. Uma coda é um padrão curto de 3 a 20 cliques que é usado em situações sociais. Já foram pensados para serem uma maneira pela qual os indivíduos se identificavam, mas indivíduos foram observados produzindo várias codas, e as mesmas codas são usadas por vários indivíduos. No entanto, cada clique contém uma assinatura física que sugere que os cliques podem ser usados para identificar indivíduos. Grupos geograficamente separadas exibem dialetos distintos. Os machos grandes são geralmente solitários e raramente produzem codas. Nos criadouros, as codas são quase inteiramente produzidas por fêmeas adultas. Apesar da evidência de que os cachalotes compartilham codas semelhantes, ainda não se sabe se os cachalotes possuem repertórios de codas individualmente específicos ou se os indivíduos fazem codas em taxas diferentes.
| Tipo de clique | Nível de origem aparente (dB re 1 µPa m]) | Direcionalidade | Frequência centroide (kHz) | Intervalo interclique (s) | Duração do clique (ms) | Duração do pulso (ms) | Alcance audível do cachalote (km) | Função inferida         | Mostra de áudio |
| -------------- | ----------------------------------------- | --------------- | -------------------------- | ------------------------- | ---------------------- | --------------------- | --------------------------------- | ----------------------- | --------------- |
| Comum          | 230                                       | Alto            | 15                         | 0.5–1.0                   | 15–30                  | 0.1                   | 16                                | Procurando pela presa   |                 |
| Rangido        | 205                                       | Alto            | 15                         | 0.005–0.1                 | 0.1–5                  | 0.1                   | 6                                 | Aproximando-se da presa |                 |
| Coda           | 180                                       | Baixo           | 5                          | 0.1–0.5                   | 35                     | 0.5                   | ~2                                | Comunicação social      |                 |
| Baixo          | 190                                       | Baixo           | 0.5                        | 5–8                       | 30                     | 5                     | 60                                | Comunicação dos machos  |                 |

## Ecologia

### Distribuição

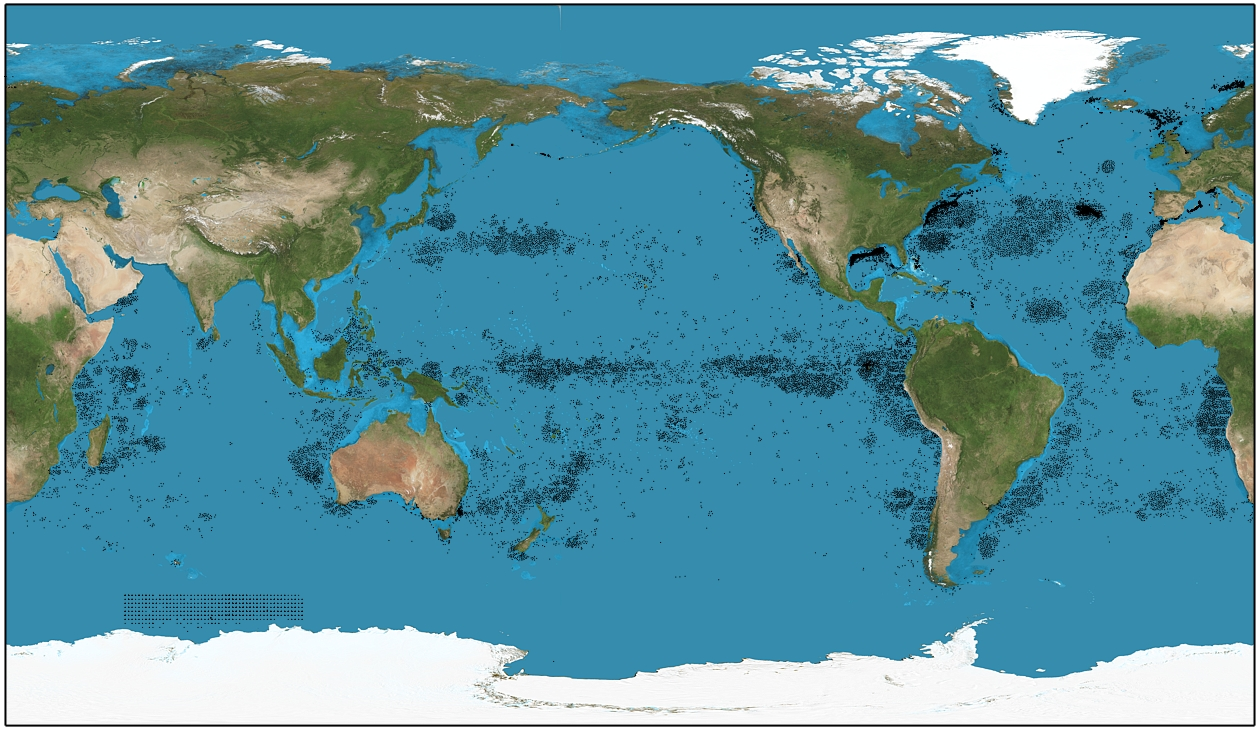
Concentração global dos cachalotes

A análise genética indica que a população mundial de cachalotes se originou no Oceano Pacífico de uma população de cerca de 10 mil animais há cerca de 100 mil anos, quando a expansão das calotas polares bloqueou seu acesso a outros mares. Em particular, foi revelado que a colonização do Atlântico ocorreu várias vezes durante essa expansão de seu alcance. Os cachalotes estão entre as espécies mais cosmopolitas. Preferem águas sem gelo com mais de mil metros (3 300 pés) de profundidade. Embora ambos os sexos variem em oceanos e mares temperados e tropicais, apenas os machos adultos povoam latitudes mais altas. Entre várias regiões, como ao longo das águas costeiras do sul da Austrália, os cachalotes foram considerados localmente extintos. São relativamente abundantes dos polos ao equador e são encontrados em todos os oceanos. Habitam o Mar Mediterrâneo, mas não o Mar Negro, enquanto sua presença no Mar Vermelho é incerta. As entradas rasas do Mar Negro e do Mar Vermelho podem explicar sua ausência.
Machos adultos são conhecidos por entrar em baías surpreendentemente rasas para descansar. Existem grupos costeiros únicos relatados em várias áreas do globo, como perto das águas costeiras da Escócia e da Península de Xiretoco, ao largo de Kaikoura, no golfo de Davao. Esses grupos costeiros eram mais abundantes nos dias anteriores à caça às baleias. As populações são mais densas perto das plataformas continentais e dos cânions. Os cachalotes geralmente são encontrados em águas profundas e mar aberto, mas podem ser vistos mais perto da costa, em áreas onde a plataforma continental é pequena e cai rapidamente para profundidades de 310 a 920 metros (1 020 a 3 020 pés).
As áreas costeiras com populações significativas de cachalotes incluem os Açores e a Dominica. O primeiro avistamento na costa do Paquistão foi feito em 2017, enquanto o primeiro registro na costa oeste da Península Coreana (Mar Amarelo) foi feito em 2005 seguido por um perto da ilha Ganghwa em 2009. Nas águas do leste asiático, as baleias também são observadas regularmente em águas costeiras em lugares como as ilhas Comandante e Curilas, Xiretoco, que é um dos poucos locais onde os cachalotes podem ser observados das costas, ao largo de Kinkasan, nas proximidades da baía de Tóquio. e a península de Boso até Izu e as ilhas Izu, as ilhas Vulcano, Iacuxima e as ilhas Tocara até as ilhas Léquias, Taiuã, as ilhas Marianas do Norte, e assim por diante. Registros históricos de captura sugerem que poderia ter havido áreas de agressão menores também no mar do Japão. Em 2004, ao longo da Península Coreana, oito animais foram avistados ao largo de Guryongpo. Foi a primeira observação confirmada dentro do Mar do Japão desde o último registo de cinco baleias ao largo de Ulsan em 1911 e outros nove no Mar da China Oriental em 1999.

### Dieta

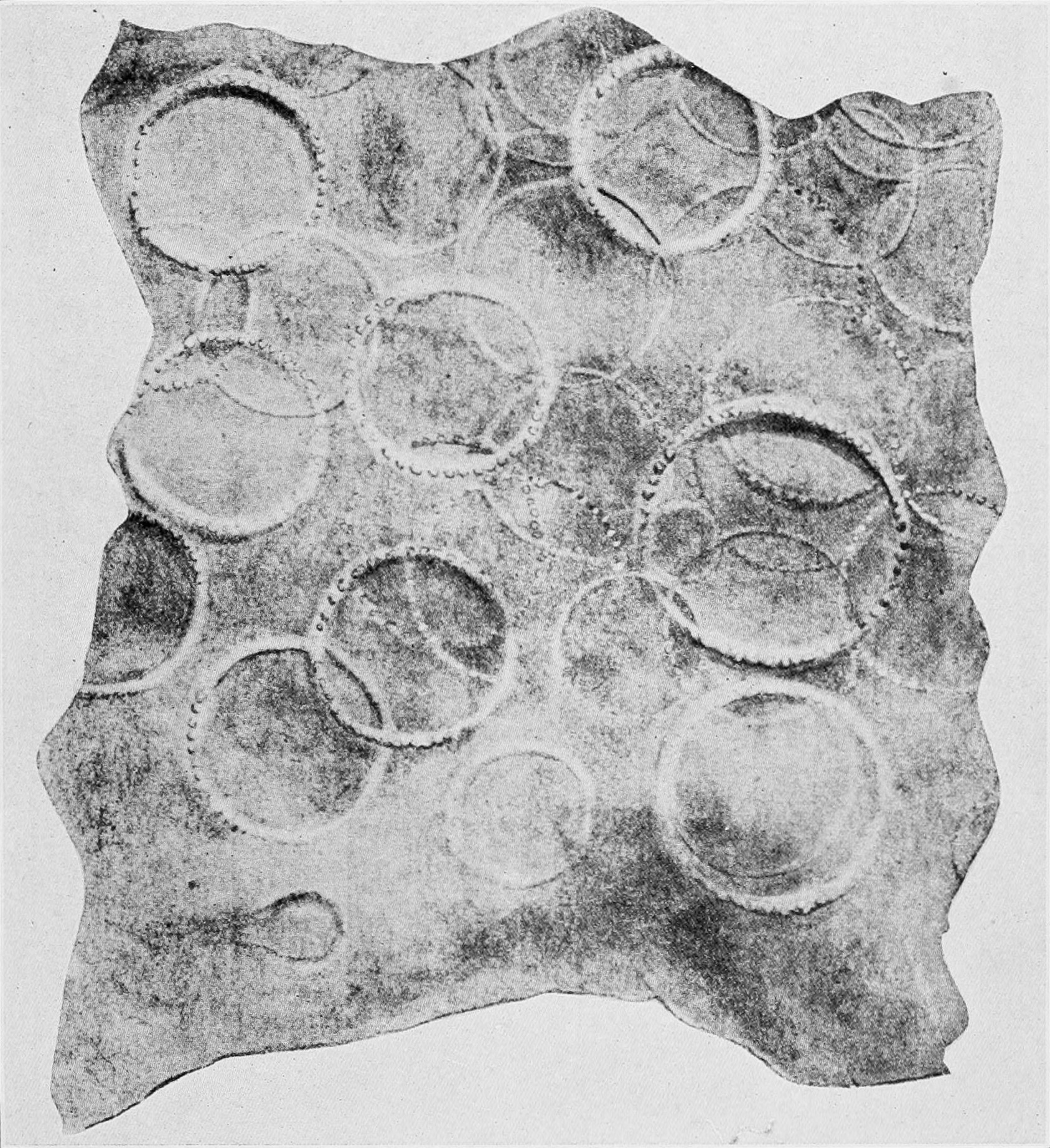
Um fragmento de pele de cachalote exibindo cicatrizes de ferimentos provocados por ventosas de lula-gigante

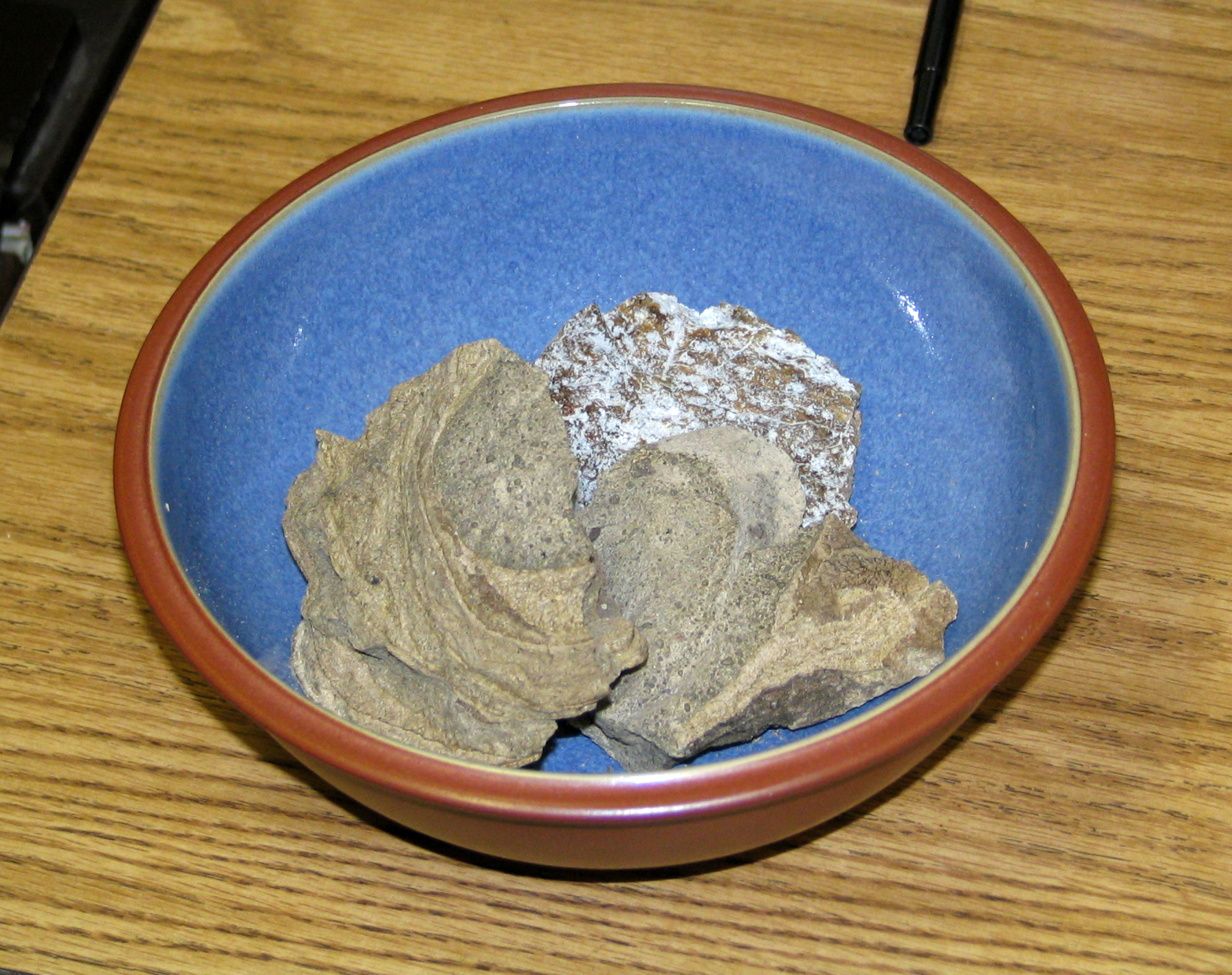
Âmbar cinza

Os cachalotes geralmente mergulham entre 300 a 800 metros (980 a 2 620 pés), e às vezes 1 a 2 quilômetros (3 300 a 6 600 pés), em busca de comida. Esses mergulhos podem durar mais de uma hora. Eles se alimentam de várias espécies, notadamente a lula-gigante (Architeuthis spp.), mas também a lula-colossal (Mesonychoteuthis hamiltoni), polvos e peixes como raias demersais, mas sua dieta é principalmente lulas de tamanho médio. Algumas presas podem ser capturadas acidentalmente enquanto comem outros itens. A maior parte do que se sabe sobre a lula do fundo do mar foi aprendida a partir de espécimes em estômagos de cachalotes capturados, embora estudos mais recentes tenham analisado fezes. Um estudo, realizado em Galápagos, descobriu que lulas dos gêneros Histioteuthis (62%), Ancistrocheirus (16%) e Octopoteuthis (7%) pesando entre 12 e 650 gramas (0,026 e 1,433 libras) foram as mais comumente capturadas. Batalhas entre cachalotes e lulas-gigantes ou lulas-colossais nunca foram observadas por humanos; no entanto, acredita-se que as cicatrizes brancas na pela das baleias sejam causadas pela lula-gigante. Um estudo publicado em 2010 coletou evidências que sugerem que cachalotes fêmeas podem colaborar ao caçar lulas-de-humboldt (Dosidicus gigas). Estudos de marcação mostraram que os cachalotes caçam de cabeça para baixo no fundo de seus mergulhos profundos. Sugere-se que as baleias possam ver a silhueta da lula acima delas contra a luz fraca da superfície.
Um estudo mais antigo, examinando as baleias capturadas pela frota baleeira da Nova Zelândia na região do estreito de Cook, encontrou uma proporção de 1,69:1 de lula para peixe em peso. Os cachalotes às vezes pegam peixe-carvão-do-pacífico e Dissostichus de espinheis. Operadores de pesca com espinhel no golfo do Alasca reclamam que os cachalotes aproveitam suas operações de pesca para comer espécies desejáveis, poupando as baleias da necessidade de caçar. No entanto, a quantidade de peixes capturados é muito pequena em comparação com o que o cachalote precisa por dia. Imagens de vídeo foram capturadas de um grande cachalote macho "saltando" uma longa linha para pegar o peixe. Acredita-se que os cachalotes predam o tubarão-boca-grande, uma espécie rara e grande de águas profundas descoberta na década de 1970. Em um caso, três cachalotes foram observados atacando ou brincando com um boca-grande.
Os cachalotes também se alimentam de pirossomas bioluminescentes, como o Pyrosoma atlanticum. Pensa-se que a estratégia de forrageamento de cachalotes para lulas bioluminescentes também pode explicar a presença desses pirossomas emissores de luz na dieta do cachalote. O bico afiado de uma lula consumida alojada no intestino da baleia pode levar à produção de âmbar cinza, análoga à produção de pérolas nas ostras. A irritação dos intestinos causada pelos bicos de lula estimula a secreção dessa substância lubrificante. Os cachalotes são alimentadores prodigiosos e comem cerca de 3% do seu peso corporal por dia. O consumo anual total de presas por cachalotes em todo o mundo é estimado em cerca de 91 milhões de toneladas (100 milhões de toneladas curtas). Em comparação, o consumo humano de frutos do mar é estimado em 115 milhões de toneladas (127 milhões de toneladas curtas).
Cachalotes caçam através da ecolocalização. Seus cliques estão entre os sons mais poderosos do reino animal (veja acima). Tem-se a hipótese de que pode atordoar a presa com seus cliques. Estudos experimentais tentando duplicar esse efeito não conseguiram replicar as supostas lesões, lançando dúvidas sobre essa ideia.. Um estudo mostrando que os níveis de pressão sonora na lula estão mais do que uma ordem de magnitude abaixo dos níveis necessários para a debilitação e, portanto, impedindo o atordoamento acústico para facilitar a captura de presas. Foi afirmado que os cachalotes, assim como outros grandes cetáceos, ajudam a fertilizar a superfície do oceano consumindo nutrientes nas profundezas e transportando esses nutrientes à superfície dos oceanos quando defecam, um efeito conhecido como bomba de baleia. Isso fertiliza o fitoplâncton e outras plantas na superfície do oceano e contribui à produtividade do oceano e a redução do carbono atmosférico.

## Ciclo de vida
Os cachalotes podem viver 70 anos ou mais. Eles são um excelente exemplo de uma espécie fruto da seleção K, o que significa que sua estratégia reprodutiva está associada a condições ambientais estáveis e compreende uma baixa taxa de natalidade, ajuda parental significativa à prole, maturação lenta e alta longevidade. Como eles escolhem companheiros não foi definitivamente determinado. Os machos lutam entre si pelas fêmeas, e os machos acasalam com várias fêmeas, tornando-os poligínicos, mas não dominam o grupo como em um harém. Os machos não prestam cuidados paternos à sua prole, mas desempenham um papel paterno para os machos mais jovens para mostrar domínio.
As fêmeas tornam-se férteis por volta dos nove anos de idade. A fêmea grávida mais velha já registrada tinha 41 anos. A gestação requer 14 a 16 meses, produzindo um único bezerro. Fêmeas sexualmente maduras dão à luz uma vez a cada 4 a 20 anos (as taxas de gravidez eram mais altas durante a era da caça às baleias). O nascimento é um evento social, pois a mãe e o filhote precisam de outros para protegê-los dos predadores. Os outros adultos podem empurrar e morder o recém-nascido nas primeiras horas. A lactação prossegue por 19 a 42 meses, mas os bezerros raramente podem mamar até 13 anos. Como o de outras baleias, o leite do cachalote tem um teor de gordura maior do que o de mamíferos terrestres: cerca de 36%, comparado a 4% no leite de vaca. Isso lhe dá uma consistência semelhante ao queijo cottage, o que evita que se dissolva na água antes que o bezerro possa bebê-lo. Tem um conteúdo energético de aproximadamente 3 840 kcal/kg, comparado com apenas 640 kcal/kg no leite de vaca. Os bezerros podem mamar de outras fêmeas além de suas mães. Os machos tornam-se sexualmente maduros aos 18 anos. Ao atingir a maturidade sexual, os machos se deslocam para latitudes mais altas, onde a água é mais fria e a alimentação é mais produtiva. As fêmeas permanecem em latitudes mais baixas. Os machos atingem seu tamanho máximo por volta dos 50 anos.

## Comportamento social

Cachalotes adotam a "formação margarida" para defender um membro vulnerável do grupo

### Relações intraespecíficas
Como os elefantes, as fêmeas e seus filhotes vivem em grupos matriarcais, enquanto os machos vivem separados. Os machos às vezes formam grupos de solteiros soltos com outros machos de idade e tamanho semelhantes. À medida que envelhecem, normalmente vivem vidas solitárias, apenas retornando ao grupo para socializar ou procriar. Os machos encalharam-se juntos, sugerindo um grau de cooperação que ainda não é totalmente compreendido. As baleias raramente, ou nunca, deixam seu grupo. Uma unidade social é um grupo de cachalotes que vivem e viajam juntos por um período de anos. Indivíduos raramente, ou nunca, se juntam ou saem de uma unidade social. Há uma enorme variação no tamanho das unidades sociais. São mais comumente entre seis e nove indivíduos, mas podem ter mais de vinte. Ao contrário das orcas, os cachalotes dentro de uma unidade social não mostram nenhuma tendência significativa de se associar com seus parentes genéticos. Fêmeas e bezerros passam cerca de três quartos do seu tempo forrageando e um quarto do seu tempo socializando. A socialização geralmente ocorre à tarde. Quando os cachalotes socializam, emitem padrões complexos de cliques chamados codas. Eles vão passar a maior parte do tempo se esfregando uns contra os outros. O rastreamento de baleias mergulhadoras sugere que os grupos se envolvem em pastoreio de presas, semelhante às bolas de isca criadas por outras espécies, embora a pesquisa precise ser confirmada pelo rastreamento da presa.

### Relações interespecíficas
Os cachalotes não são conhecidos por forjar laços com outras espécies, mas foi observado que um golfinho-nariz-de-garrafa (Tursiops truncatus) com uma deformidade na coluna foi aceito em um grupo de cachalotes. Eles são conhecidos por nadar ao lado de outros cetáceos, como a jubarte (Megaptera novaeangliae), comum (Balaenoptera physalus), minke (Balaenoptera acutorostrata), piloto, e orcas (Orcinus orca) ocasionalmente. O predador natural mais comum de cachalotes é a orca, mas as baleias-piloto (Globicephala) e as falsas orcas (Pseudorca crassidens) às vezes as assediam. As orcas atacam grupos-alvo de fêmeas com filhotes, geralmente fazendo um esforço para extrair e matar um filhote. As fêmeas protegerão seus filhotes ou um adulto ferido cercando-os. Podem ficar virados para dentro com suas caudas para fora (a 'formação margarida', em homenagem à flor). A cauda pesada e poderosa de uma baleia adulta é potencialmente capaz de desferir golpes letais. Alternativamente, podem ficar virados para fora (a 'formação de cabeça para fora'). Além dos cachalotes, as baleias-francas-austrais (Eubalaena australis) foram observadas realizando formações semelhantes. No entanto, formações em situações não perigosas também foram registradas. Os primeiros baleeiros exploraram esse comportamento, atraindo uma unidade inteira ferindo um de seus membros. Tal tática é descrita em Moby-Dick:
| “ | Digamos que você golpeia um touro de quarenta barris - pobre diabo! todos os seus companheiros o abandonaram. Mas golpeie um membro da escola do harém, e seus companheiros nadam ao seu redor com todos os sinais de preocupação, às vezes demorando-se tão perto dela e por tanto tempo, como eles mesmos para serem uma presa. | ” |

Se o grupo de orcas for grande, seus membros às vezes podem matar cachalotes fêmeas adultas e podem pelo menos ferir um grupo inteiro de cachalotes. Os machos não têm predadores, e acredita-se que sejam muito grandes, poderosos e agressivos para serem ameaçados por orcas. Os machos solitários são conhecidos por interferir e ajudar grupos vulneráveis próximos. No entanto, o cachalote macho, ao acompanhar grupos de cachalotes fêmeas e seus filhotes como tal, pode ser incapaz de dissuadir efetivamente as orcas de seus ataques ao grupo, embora as orcas possam encerrar o ataque mais cedo quando um macho estiver presente. No entanto, cachalotes machos foram observados atacando e intimidando grupos de orcas em instâncias de alimentação competitiva. Um incidente foi filmado a partir de uma traineira de linha longa: uma grupo de orcas estava sistematicamente pegando peixes capturados nas longas linhas da traineira (enquanto as linhas estavam sendo puxadas para dentro do navio) quando um cachalote macho apareceu para carregar repetidamente a vagem de baleia assassina em uma tentativa de afastá-los; foi especulado pela equipe de filmagem que o cachalote estava tentando acessar o mesmo peixe. As orcas empregaram uma posição margarida para golpear com a cauda o cachalote macho à semelhança da posição usada por cachalotes fêmeas contra o ataque de orcas. No entanto, em alguns locais de alimentação potenciais, as orcas podem prevalecer sobre os cachalotes, mesmo quando superadas em número pelos eles. Alguns autores consideram as orcas "geralmente" comportamentalmente dominantes sobre os cachalotes, mas expressam que as duas espécies são "bastante equilibradas", com maior agressividade das orcas, junto de sua força de mordida considerável para seu tamanho e proeza predatória mais do que compensando sua tamanho menor.

### Parasitas
Os cachalotes podem sofrer de parasitas. Dos 35 cachalotes capturados durante a temporada baleeira antártica de 1976-1977, todos foram infectados por Anisakis physeteris (em seus estômagos) e Phyllobothrium delphini (em sua gordura). As baleias com placenta foram infectadas com Placentonema gigantissima.

## Relações com os seres humanos

### Baleação

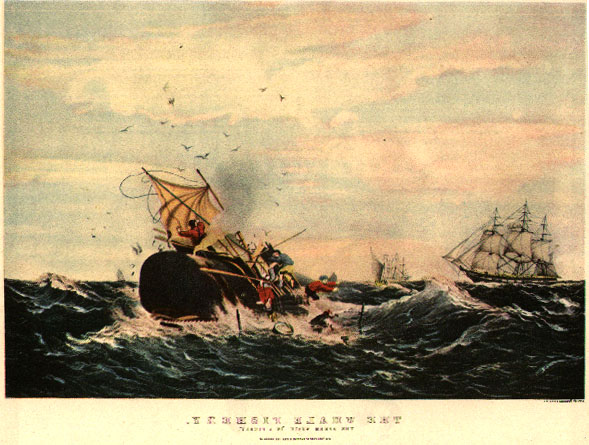
No século XIX, os cachalotes eram caçados usando barcos a remo e arpões lançados à mão, um método bastante perigoso, já que as baleias às vezes lutavam

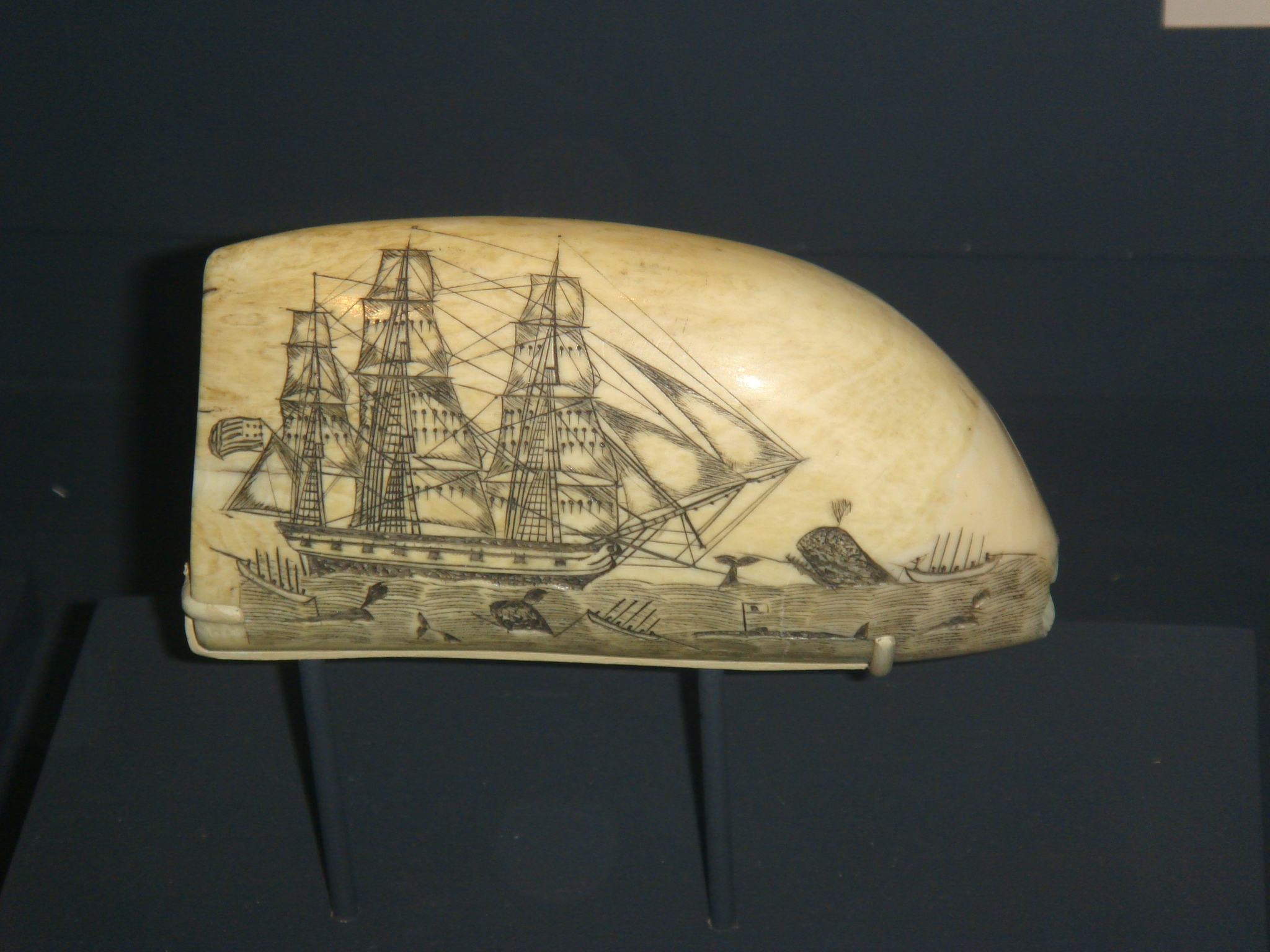
Scrimshaw era a arte de gravar nos dentes dos cachalotes; era a maneira de os baleeiros passarem o tempo entre as caçadas

O espermacete, obtido principalmente do órgão do espermacete, e o óleo de esperma, obtido principalmente da gordura do corpo, eram muito procurados pelos baleeiros dos séculos XVIII, XIX e XX. Essas substâncias encontraram uma variedade de aplicações comerciais, como velas, sabonetes, cosméticos, óleo de máquina, outros lubrificantes especializados, óleo de lâmpada, lápis, giz de cera, impermeabilização de couro, materiais à prova de ferrugem e muitos compostos farmacêuticos. Antes do início do século XVIII, a caça era feita principalmente por indonésios indígenas. Diz a lenda que em algum momento no início do século XVIII, por volta de 1712, o capitão Christopher Hussey, enquanto navegava em busca de baleias-francas perto da costa, foi levado para o mar por um vento do norte, onde encontrou um cachalote e o matou. Embora a história possa não ser verdadeira, os cachalotes logo foram explorados pelos baleeiros americanos. O juiz Paul Dudley, em seu Essay upon the Natural History of Whales (1725), afirma que um certo Atkins, 10 ou 12 anos no comércio, foi um dos primeiros a capturar cachalotes por volta de 1720 na costa da Nova Inglaterra.
Houve apenas alguns casos registrados durante as primeiras décadas (1709-1730) de caça de cachalotes em mar aberto. Em vez disso, os saveiros concentraram-se nos bancos de areia de Nantucket, onde teriam capturado baleias-francas ou iam à região do estreito de Davis para capturar baleias-da-groenlândia (Balaena mysticetus). No início da década de 1740, com o advento das velas de espermacete (antes de 1743), os navios americanos começaram a se concentrar em cachalotes. O diário de Benjamin Bangs (1721–1769) mostra que, junto com o saveiro rústico que navegou, ele encontrou três outros saveiros esfolando cachalotes na costa da Carolina do Norte no final de maio de 1743. Ao retornar a Nantucket no verão de 1744 em uma viagem subsequente, observou que "45 espermacetes foram trazidos para cá neste dia", outra indicação de que a caça de cachalotes americana estava em pleno andamento.
A caça de cachalotes americana logo se espalhou da costa leste das colônias americanas à Corrente do Golfo, os Grandes Bancos, a África Ocidental (1763), os Açores (1765) e o Atlântico Sul (1770). De 1770 a 1775, os portos de Massachussetes, Nova Iorque, Conecticute e ilha de Rodes produziram 45 mil barris de óleo de esperma anualmente, em comparação com 8 500 de óleo de baleia.[232] Na mesma década, os britânicos começaram a caça de cachalotes, empregando navios e pessoal americano. Na década seguinte, os franceses entraram no comércio, empregando também a experiência americana. A caça de cachalotes aumentou até meados do século XIX. O óleo de espermacete foi importante na iluminação pública (por exemplo, em faróis, onde foi usado nos Estados Unidos até 1862, quando foi substituído por óleo de banha, por sua vez substituído por petróleo) e para lubrificar as máquinas (como as usadas em fábricas de algodão) da Revolução Industrial. A caça de cachalotes declinou na segunda metade do século XIX, à medida que o petróleo passou a ser mais utilizado. Nesse sentido, pode-se dizer que o uso do petróleo protegeu as populações de baleias de uma exploração ainda maior. A caça ao cachalote no século XVIII começou com pequenas chalupas transportando apenas uma ou duas baleeiras. O escopo e o tamanho da frota aumentaram ao longo do tempo, e navios maiores entraram na pesca. No final do XVIII e início do XIX, navios baleeiros de cachalote navegaram para o Pacífico equatorial, Oceano Índico, Japão, costa da Arábia, Austrália e Nova Zelândia. A caça podia ser perigosa à tripulação, uma vez que os cachalotes (especialmente os machos) lutavam prontamente para se defender contra ataques, ao contrário da maioria das baleias de barbatanas. Ao lidar com uma ameaça, os cachalotes usavam sua enorme cabeça efetivamente como um aríete. Indiscutivelmente o mais famoso contra-ataque de cachalote ocorreu em 20 de novembro de 1820, quando uma baleia afundou o baleeiro de Nantucket Essex. Apenas 8 dos 21 marinheiros sobreviveram para serem resgatados por outros navios.

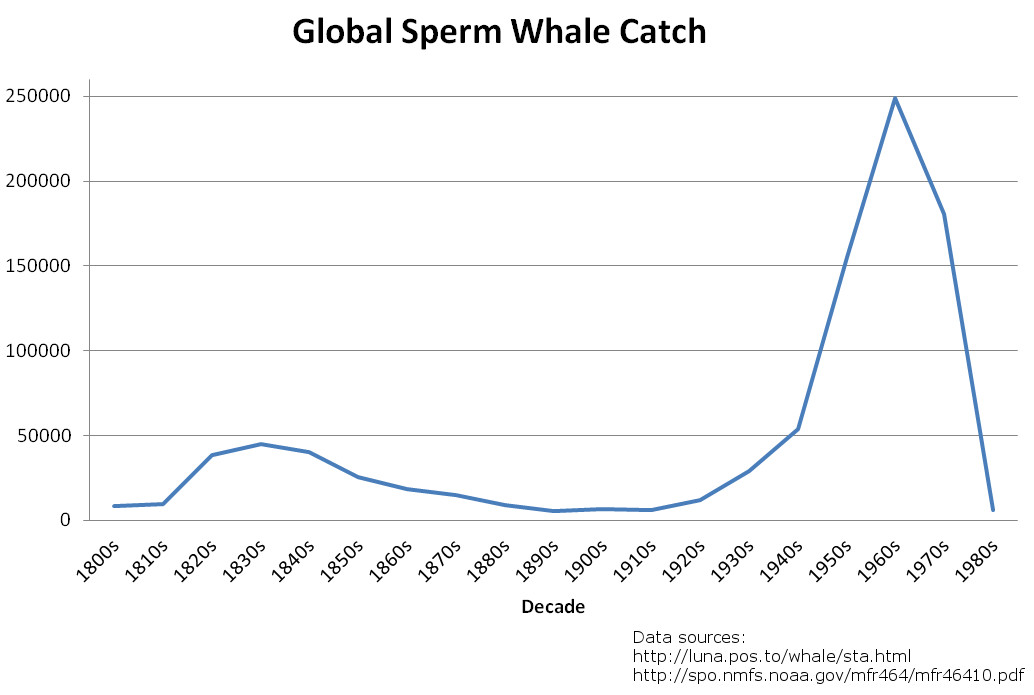
Pico da caça aos cachalotes

A caça levou à quase extinção de grandes baleias, incluindo cachalotes, até a proibição do uso de óleo de baleia ser instituída em 1972. A Comissão Baleeira Internacional deu à espécie proteção total em 1985, mas a caça do Japão no norte do Oceano Pacífico continuou até 1988. Nos arquipélagos portugueses da Madeira e Açores, respectivamente, a caça perdurou até 1981 e 1984 Estima-se que a população mundial histórica era de 1 100 000 antes do início da caça comercial de cachalotes no início do século XVIII. Em 1880, havia diminuído em cerca de 29%. Entre 184 e 236 mil cachalotes foram mortos pelas várias nações baleeiras no século XIX, enquanto no século XX, pelo menos 770 mil capturados, a maioria entre 1946 e 1980. Os cachalotes aumentam os níveis de produção primária e exportação de carbono ao depositar fezes ricas em ferro nas águas superficiais do Oceano Antártico. As fezes ricas em ferro fazem com que o fitoplâncton cresça e absorva mais carbono da atmosfera. Quando o fitoplâncton morre, ele afunda no oceano profundo e leva consigo o carbono atmosférico. Ao reduzir a abundância de cachalotes no Oceano Antártico, a caça à baleia resultou em 2 milhões de toneladas extras de carbono restantes na atmosfera a cada ano. As populações restantes de cachalotes são grandes o suficiente para que o status de conservação da espécie seja classificado como vulnerável em vez de ameaçado. No entanto, a recuperação de séculos de caça comercial de baleias é um processo lento, particularmente no Pacífico Sul, onde o declínio do número de machos em idade reprodutiva foi severo.

### Estado atual da conservação
O número total de cachalotes no mundo é desconhecido, mas acredita-se que esteja na casa das centenas de milhares. A perspectiva de conservação é mais otimista do que para muitas outras baleias. A caça comercial de baleias cessou, e a espécie é protegida em quase todo o mundo, embora os registros indiquem que no período de 11 anos a partir de 2000, o Japão capturou 51 cachalotes. Os pescadores não têm como alvo as criaturas que os cachalotes comem, mas as operações de pesca com espinhel no golfo do Alasca se queixaram de cachalotes roubando peixes de suas linhas. Atualmente, o emaranhamento em redes de pesca e colisões com navios representam as maiores ameaças à população de cachalotes. Outras ameaças incluem a ingestão de detritos marinhos, ruído oceânico e poluição química. Desde a década de 1970, por conseguinte, cachalotes foram ocasionalmente encontrados com pedaços de plástico em seus estômagos.
A União Internacional para a Conservação da Natureza (UICN / IUCN), classificou o cachalote como "vulnerável" em sua Lista Vermelha. A espécie está listada como ameaçada de extinção na Lei de Espécies Ameaçadas dos Estados Unidos. Os cachalotes estão listados no Apêndice I e no Apêndice II da Convenção sobre a Conservação de Espécies Migratórias de Animais Silvestres (CMS). Consta no Apêndice I, pois esta espécie foi categorizada como ameaçada de extinção em toda ou uma proporção significativa de sua área de distribuição e as Partes do CMS se esforçam para proteger estritamente esses animais, conservando ou restaurando os locais onde vivem, mitigando obstáculos à migração e controlar outros fatores que possam colocá-los em perigo. E consta no Apêndice II uma vez que tem um estado de conservação desfavorável ou se beneficiaria significativamente da cooperação internacional organizada por acordos adaptados. A espécie também está protegida pelo Apêndice I da Convenção sobre o Comércio Internacional das Espécies Silvestres Ameaçadas de Extinção (CITES). Isso torna o comércio internacional (incluindo peças e derivados) proibido, com todos os outros comércios internacionais estritamente regulamentados por meio de um sistema de licenças e certificados. No Brasil, consta na Lista de espécies ameaçadas de extinção do Estado do Espírito Santo (2005); Lista de espécies de flora e fauna ameaçadas de extinção do Estado do Pará (2007); Livro Vermelho da Fauna Ameaçada no Estado do Paraná (2010); Lista das Espécies da Fauna Ameaçada de Extinção em Santa Catarina (2011); Lista das Espécies da Fauna Ameaçadas de Extinção no Rio Grande do Sul (2014); Livro Vermelho da Fauna Ameaçada de Extinção no Estado de São Paulo (2014); na na Portaria MMA N.º 444 de 17 de dezembro de 2014; Lista Oficial das Espécies da Fauna Ameaçadas de Extinção do Estado da Bahia (2017); e Lista Vermelha do Livro Vermelho da Fauna Brasileira Ameaçada de Extinção (2018) do Instituto Chico Mendes de Conservação da Biodiversidade (IMCBio).

### Importância cultural

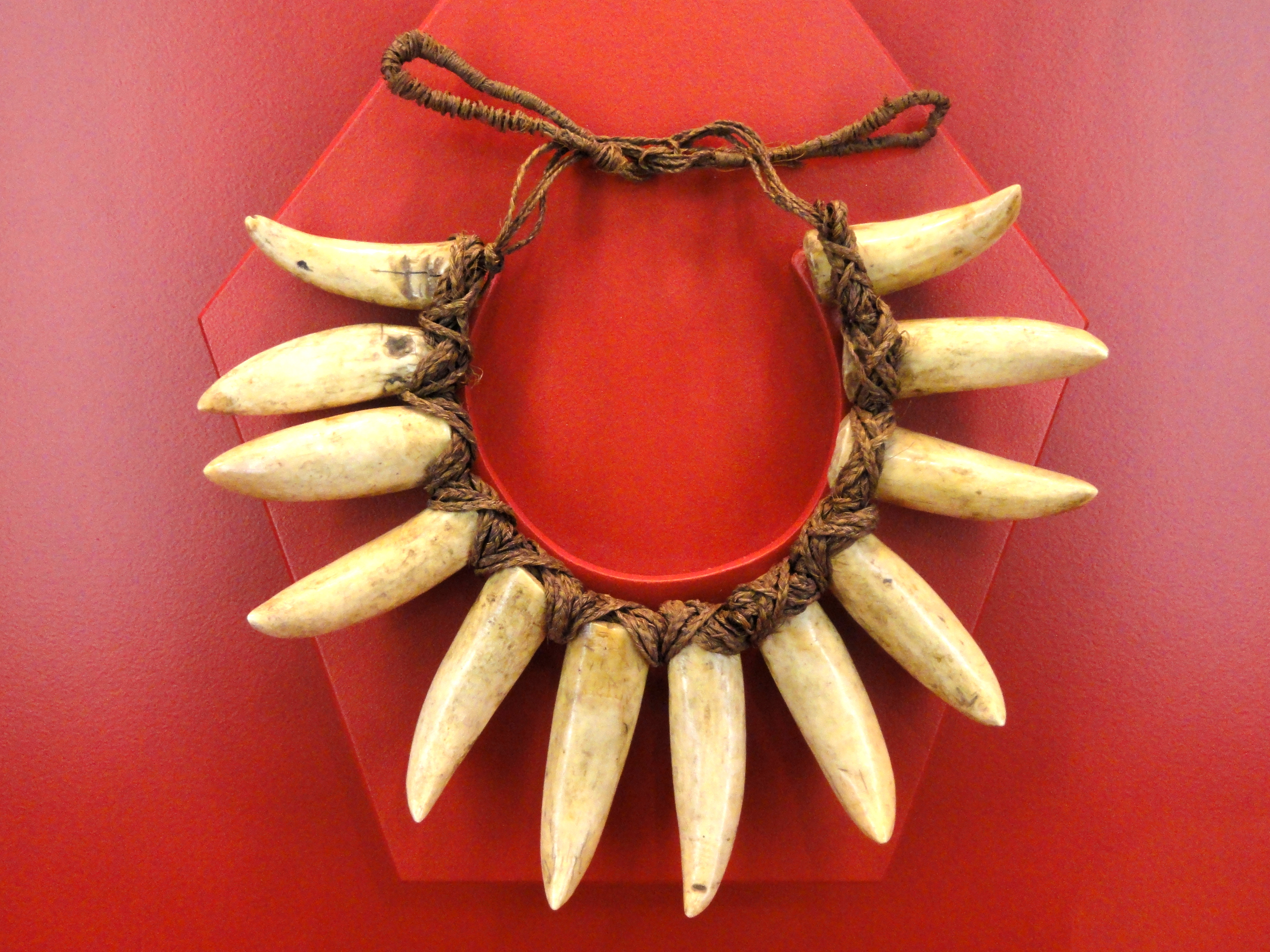
Colar de dentes de Fiji

Dentes dispostos em cordas são importantes objetos culturais em todo o Pacífico. Na Nova Zelândia, os maoris os conhecem como "rei puta"; tais pingentes de dente de baleia eram objetos raros porque os cachalotes não eram caçados ativamente na sociedade maori tradicional. Marfim e osso de baleia foram retirados de baleias encalhadas. Em Fiji, os dentes são conhecidos como tabua, tradicionalmente dados como presentes para expiação ou estima (chamados sevusevu), e eram importantes nas negociações entre chefes rivais. Friedrich Ratzel em The History of Mankind relatou em 1896 que, em Fiji, os dentes de baleias ou cachalots eram o artigo de ornamento ou valor mais procurado. Ocorriam frequentemente em colares. Hoje a tabua continua a ser um item importante na vida de Fiji. Os dentes eram originalmente raros em Fiji e Tonga, que exportavam dentes, mas com a chegada dos europeus, os dentes inundaram o mercado e essa "moeda" entrou em colapso. O excesso de oferta, por sua vez, levou ao desenvolvimento da arte europeia do scrimshaw.
O romance Moby-Dick de Herman Melville é baseado em uma história real sobre um cachalote que atacou e afundou o baleeiro Essex. Melville associou o cachalote com o Leviatã da Bíblia. O cachalote foi designado como o animal do estado de Conecticute pela Assembleia Geral em 1975. Ele foi selecionado por causa de sua contribuição específica à história do estado e por causa de sua situação atual como uma espécie ameaçada de extinção.

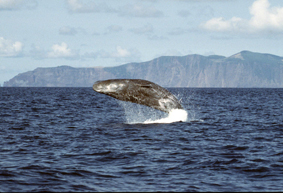
Cachalote saltando nas águas dos Açores

### Observação de cachalotes
Os cachalotes não são as baleias mais fáceis de observar, devido aos seus longos tempos de mergulho e capacidade de viajar longas distâncias debaixo d'água. No entanto, devido à aparência distinta e ao grande tamanho da baleia, a observação é cada vez mais popular. Os observadores de cachalotes costumam usar hidrofones para ouvir os cliques das baleias e localizá-las antes que apareçam. Locais populares para observação de cachalotes incluem a cidade de Kaikoura na Ilha Sul da Nova Zelândia, Andenes e Tronso no Ártico da Noruega; assim como os Açores, onde a plataforma continental é tão estreita que as baleias podem ser observadas da costa, e Dominica, onde um programa de pesquisa científica de longo prazo, The Dominica Sperm Whale Project, está em operação desde 2005.